# Museo Nacional de Ciencias Naturales
El Museo Nacional de Ciencias Naturales (MNCN) es un centro perteneciente al Consejo Superior de Investigaciones Científicas (CSIC) de España y está dedicado al estudio y difusión de las ciencias naturales. Se ubica en el antiguo Palacio de las Artes y la Industria del paseo de la Castellana de Madrid.

## Descripción

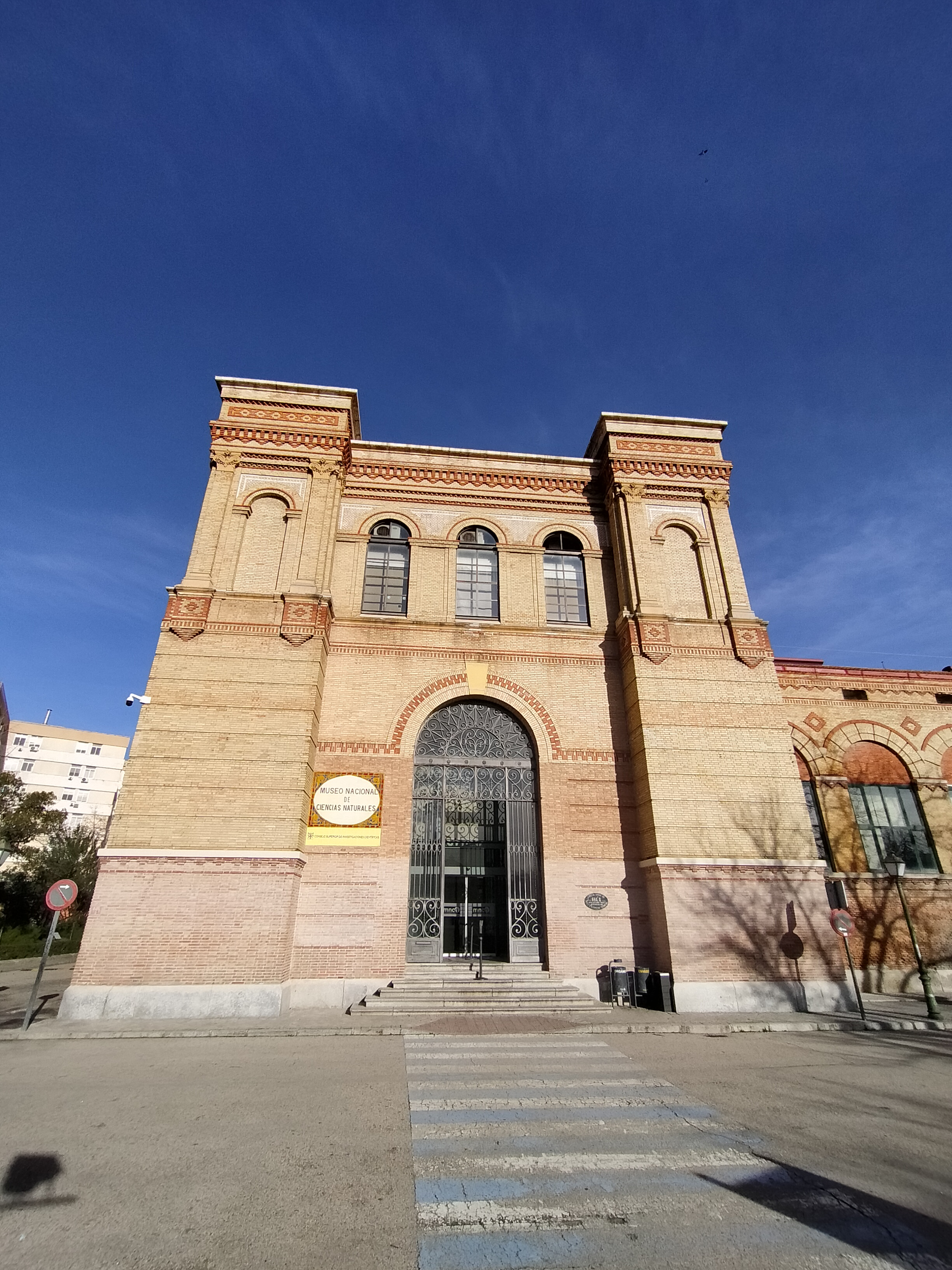
Entrada principal al MNCN

El MNCN es una de las instituciones científicas españolas más antiguas y alberga la colección de ciencias naturales más importante de España, tanto por el número de ejemplares zoológicos y geológicos, como por su valor científico, histórico, taxonómico y taxidérmico.
La institución que fue precursora del MNCN fue la Real Casa de la Geografía y Gabinete de Historia Natural, fundada por el rey Fernando VI en 1752. Se trababa de un museo de Historia Natural, situado en la calle Magdalena, esquina con la calle Lavapiés en Madrid, que sirvió para depositar una colección de Historia Natural con ejemplares procedentes de todos los territorios de la Corona, instrumentos científicos comprados por Antonio de Ulloa y libros científicos y técnicos.
A pesar de este antecedente, se considera que el origen del MNCN está en la adquisión por parte del rey Carlos III en 1771 de la colección de arte y naturaleza que el ilustrado de Guayaquil, residente en París, Pedro Franco Dávila llevaba compilando desde hacía veinte años. Esta colección recién adquirida fue la base sobre la que Carlos III fundó su Real Gabinete de Historia Natural a la que dos años más tarde, en 1773, se le incorporaría lo que se encontró en los almacenes de la Corona procedente de la Real Casa de Geografía. Estos dos hechos hacen que el MNCN sea el museo de ciencias más antiguo de España y uno de los primeros que se crearon en Europa. 
A diferencia de otros grandes museos europeos, el MNCN no tiene colecciones importantes de antropología o herbario. Estos dos tipos de colecciones se conservan, respectivamente, en el Museo Nacional de Antropología y en el Real Jardín Botánico, ambos en Madrid.

## Salas

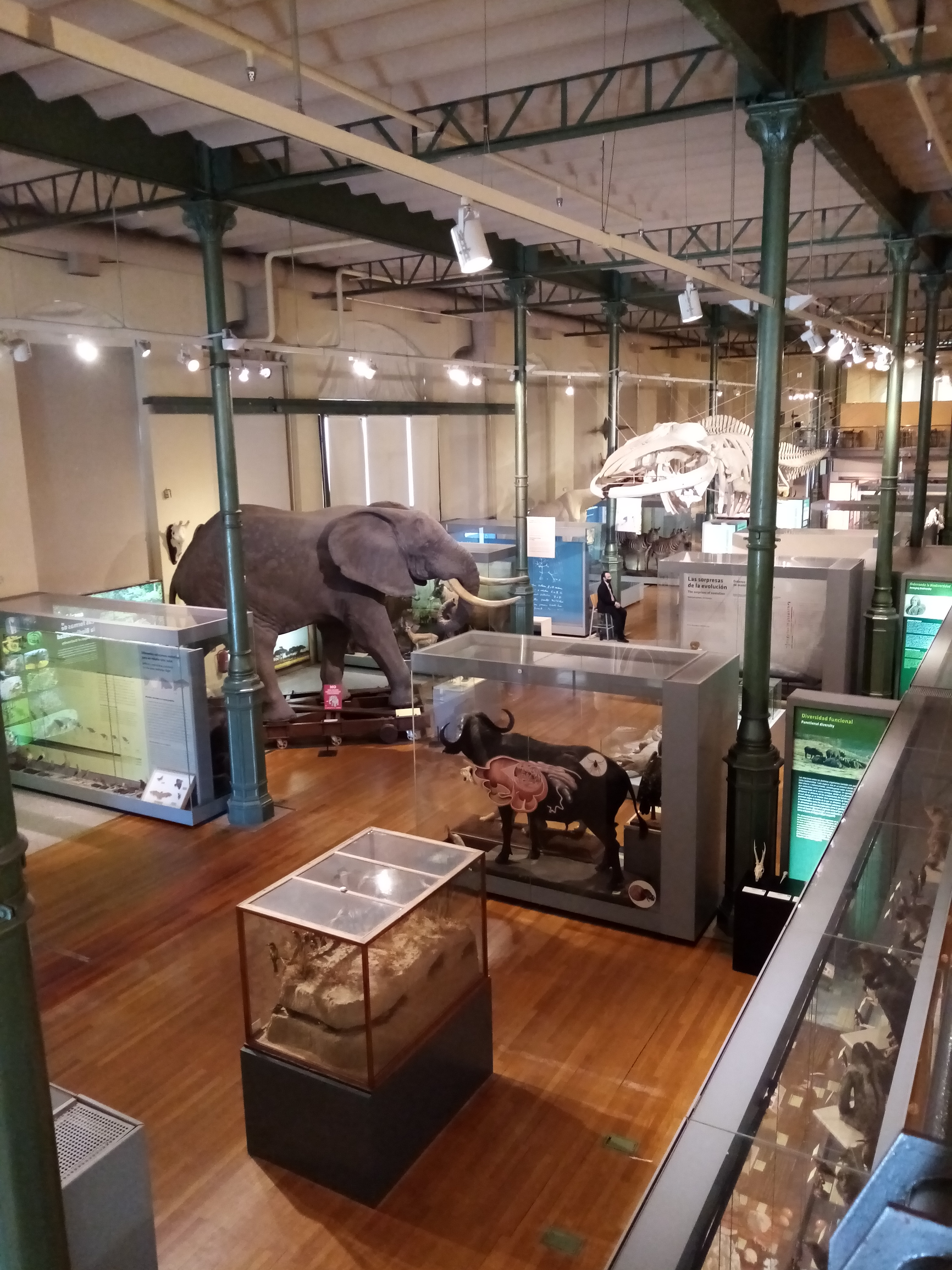
Zona Biología, Sala 4 (Biodiversidad) del MNCN

En cuanto a su ordenación expositiva, El MNCN está dividido en dos grandes zonas: la zona de Biología y la zona de Geología. Cada zona tiene una puerta de acceso independiente y no están conectadas por el interior del edificio. La zona de Biología está estructurada en cuatro grandes salas:
- Sala 1: Paisajes mediterráneos. En esta sala se expone la diversidad biológica de la cuenca mediterránea, el funcionamiento de sus ecosistemas, sus paisajes y su evolución. Se articula en torno a los siguientes ámbitos: Civilización y biodiversidad terrestre, Paisajes mediterráneos, Biodiversidad marina y el Calamar gigante. Gran parte de esta sala se dedica a la Fauna del parque nacional de la Sierra de Guadarrama.
- Sala 2 y 3: Espacio reservado para exposiciones temporales.
- Sala 4: Biodiversidad. Esta sala está dividida en cuatro ámbitos: en el primero se explica qué es la Biovidersidad, cómo se manifiesta en la naturaleza y cómo los científicos la ordenan y clasifican. En el segundo ámbito se expone la teoría de la evolución, a través de la selección natural y sexual. En el tercer ámbito se explican las extinciones de especies en el pasado remoto y en el tiempo actual; y se muestran ejemplares extintos como el lobo marsupial o el alca gigante. El cuarto ámbito es un espacio reservado a la labor que realizan los investigadores del MNCN para mejorar la conservación de distintas especies con diferentes grados de amenaza.

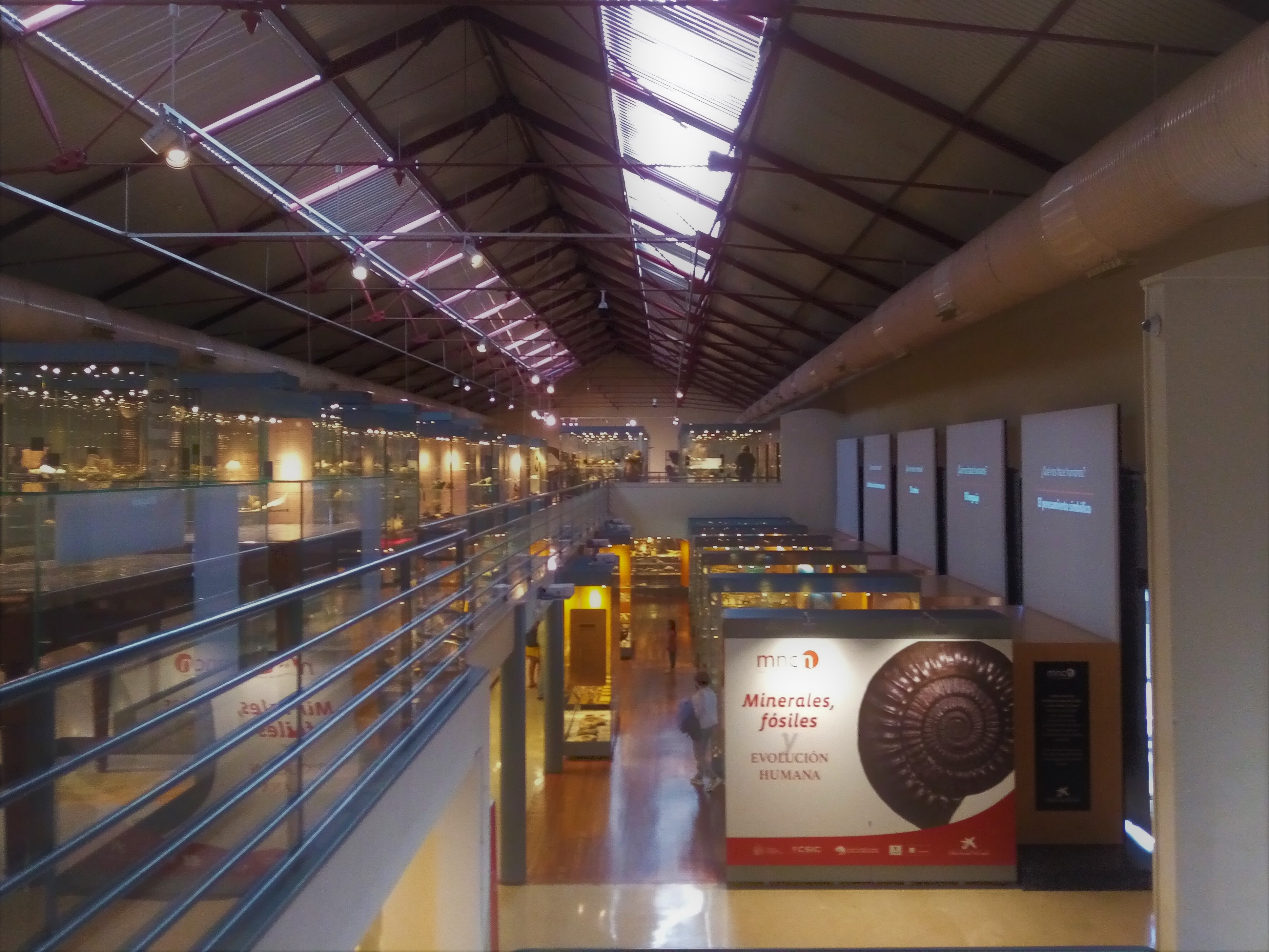
Zona Geología, Sala 5 (piso superior) del MNCN

La zona de Geología se compone de una sola sala -la sala 5- dividida en dos pisos: en el primero de ellos se exponen fósiles de todas las eras geológicas y van acompañados de información sobre el proceso de fosilización y de aspectos históricos de la investigación paleontológica. Al terminar la exposición de fósiles hay un espacio reservado para los esqueletos de dinosaurios y de grandes mamíferos, como el del Diplodocus carnegii (que llegó al MNCN en 1913 donado por Andrew Carnegie al rey Alfonso XIII); el oso de las cavernas (Ursus spelaeus) o el Megatherium americanum que conserva su monatje histórico original al igual que el Diplodocus carnegii. Llegó al MNCN hace más de 200 años, procedente de Luján (Argentina), siendo el primer esqueleto fósil montado en postura anatómica y holotipo de la especie. 
En el segundo piso de esta sala, se exhibe una colección de minerales, con un apartado especial para los meteoritos. Los minerales y rocas se exponen siguiendo su clasificación internacional y aportando datos sobre su uso e importancia industrial y económica. Los meteoritos son más de 250 especímenes, que se corresponden con unos 160 ejemplares diferentes. Esta colección incluye especímenes enteros, fragmentados y secciones de estudio procedentes de todo el mundo. Destaca la colección de los meteoritos caídos en España desde 1773 hasta nuestros días. Además de los minerales, rocas y meteoritos también hay una sección sobre la evolución humana en la que se exhiben los últimos conocimientos sobre el origen de la humanidad, mediante réplicas de los más importantes y recientes restos de paleontología humana de todo el mundo como huellas, cráneos, diversos huesos e incluso esqueletos completos.

## Historia
Sus orígenes se remontan al 17 de octubre de 1771, fecha en la que mediante una Real Orden Carlos III fundó el Real Gabinete de Historia Natural, antecesor del actual MNCN. El Real Gabinete nació en gran parte de la adquisición de la colección privada de un comerciante español, Pedro Franco Dávila, natural de Guayaquil, en el Virreinato del Perú, actual Ecuador. El acuerdo de esta adquisición incluía que Dávila fuera el primer director de esta recién creada institución. 

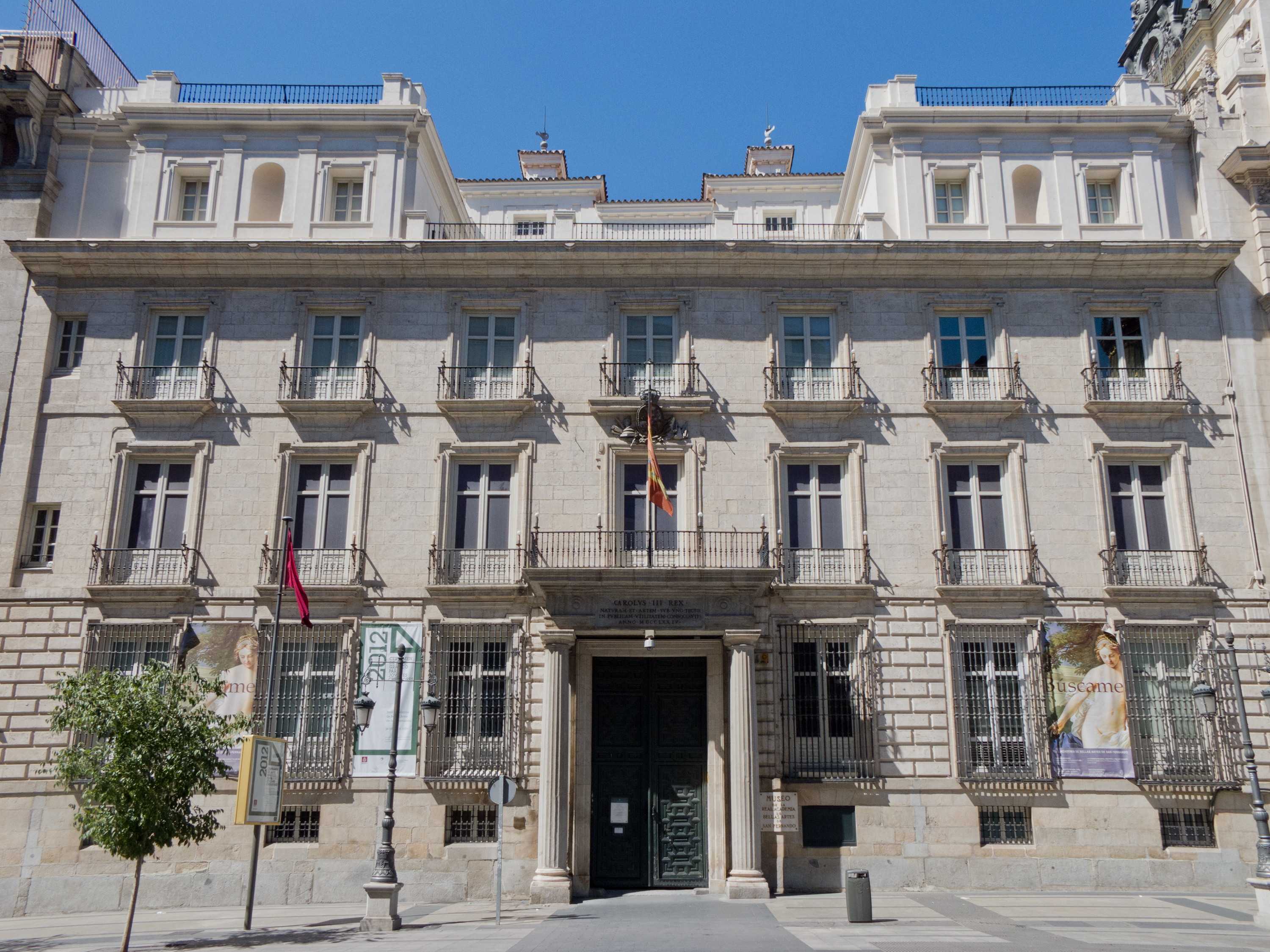
El Palacio del Conde de Saceda o Palacio de Goyeneche, de la calle de Alcalá, fue la sede del Real Gabinete de Historia Natural, origen del actual Museo.

Inicialmente se instaló en el palacio del Conde de Saceda o palacio de Goyeneche, en el número 13 de la calle de Alcalá de Madrid, en el que ya con anterioridad tenía su sede la Real Academia de las tres Nobles Artes de San Fernando (actual Real Academia de Bellas Artes de San Fernando), razón por la cual pasó a recibir la denominación de Real Casa de la Academia de las tres Nobles Artes y Gabinete. Al Real Gabinete le correspondió concretamente el segundo piso del edificio. Allí se depositaron, llegados de París, los ejemplares de Historia Natural (corales, esponjas, moluscos, minerales, peces, anfibios, insectos, pájaros, algas marinas, piedras y minerales de Europa, Asia y América) la colección de los objetos de arte (trajes, armas, bronces, cuadros, miniaturas, bajorrelieves, medallas, etc.) y los 130 libros de historia natural de la biblioteca. Cuando todo estuvo ubicado en distintas salas y aprovechando la fiesta onomástica de Carlos III, el Real Gabinete abrió sus puertas al público el 4 de noviembre de 1776.
Además del fondo inicial aportado por la colección privada de Dávila, también hubo cuantiosas donaciones de particulares y remesas llegadas de las colonias españolas durante todo el siglo XVIII y parte del siglo XIX con todo tipo de ejemplares y objetos para engrosar la colección del Gabinete. Esta primera sede pronto resultó insuficiente, por lo que en 1785 Carlos III decidió encargar al arquitecto Juan de Villanueva la construcción de un nuevo edificio ubicado en el Salón del Prado, aunque posteriormente dicha edificación sería asignada al entonces recién constituido Museo del Prado, no llegando el Real Gabinete a ocuparla nunca.
Con la llegada de las tropas napoleónicas a España durante la Guerra de la Independencia española el Gabinete cerró sus puertas, quedando su director y bibliotecario (Manuel Castor González) custodiándolo, junto con cuatro personas más. Fue saqueado en 1813 antes de la retirada del ejército francés. El Gobierno español reclamó la devolución de las piezas robadas, que fueron en su mayoría devueltas. El Gabinete reanudó su actividad en 1814. En 1815 se redactó un nuevo reglamento para el museo y pasó a llamarse Real Museo de Ciencias Naturales de Madrid. Absorbió además al Real Jardín Botánico, al Real Laboratorio de Química y al Real Estudio de Mineralogía, a los que se sumó en diciembre de ese mismo año el Real Observatorio Astronómico. Continuó con esa denominación de Real Museo de Ciencias Naturales hasta el año 1847, en el que pasó a denominarse Museo de Historia Natural. La dirección del museo recayó durante este periodo sobre una Junta, hasta que en 1851 se nombró director a Mariano de la Paz Graells, el organizador de la Comisión Científica del Pacífico.

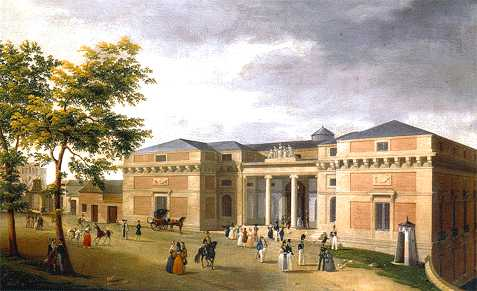
El Edificio Villanueva del Museo del Prado fue proyectado originalmente para acoger al Real Gabinete de Historia Natural, aunque finalmente este nunca llegaría a ocuparlo.

En 1867 fue desmembrado al independizarse el Real Jardín Botánico y el Jardín Zoológico y al crearse el Museo Arqueológico Nacional con las colecciones de antigüedades y etnográficas que pertenecían al Museo de Historia Natural. Tras ser desalojado en 1895 del edificio de la calle Alcalá por Real Orden del Ministerio de Fomento con el falso propósito de dotarle de una ubicación mejor, el Museo pasó a instalarse en el Palacio de Biblioteca y Museos Nacionales, en unas dependencias que hoy en día ocupa la Biblioteca Nacional. El plazo que la Administración concedió al Museo de Historia Natural para dicho traslado fue de 48 horas. Las colecciones del Museo de Historia Natural fueron depositadas y amontonadas allí sin las necesarias condiciones de conservación, a pesar de las protestas de científicos y profesores universitarios. La escasez de espacio provocó que las colecciones de antropología fueran desgajadas, constituyéndose con ellas en 1910 el Museo Nacional de Antropología, Etnografía y Prehistoria.

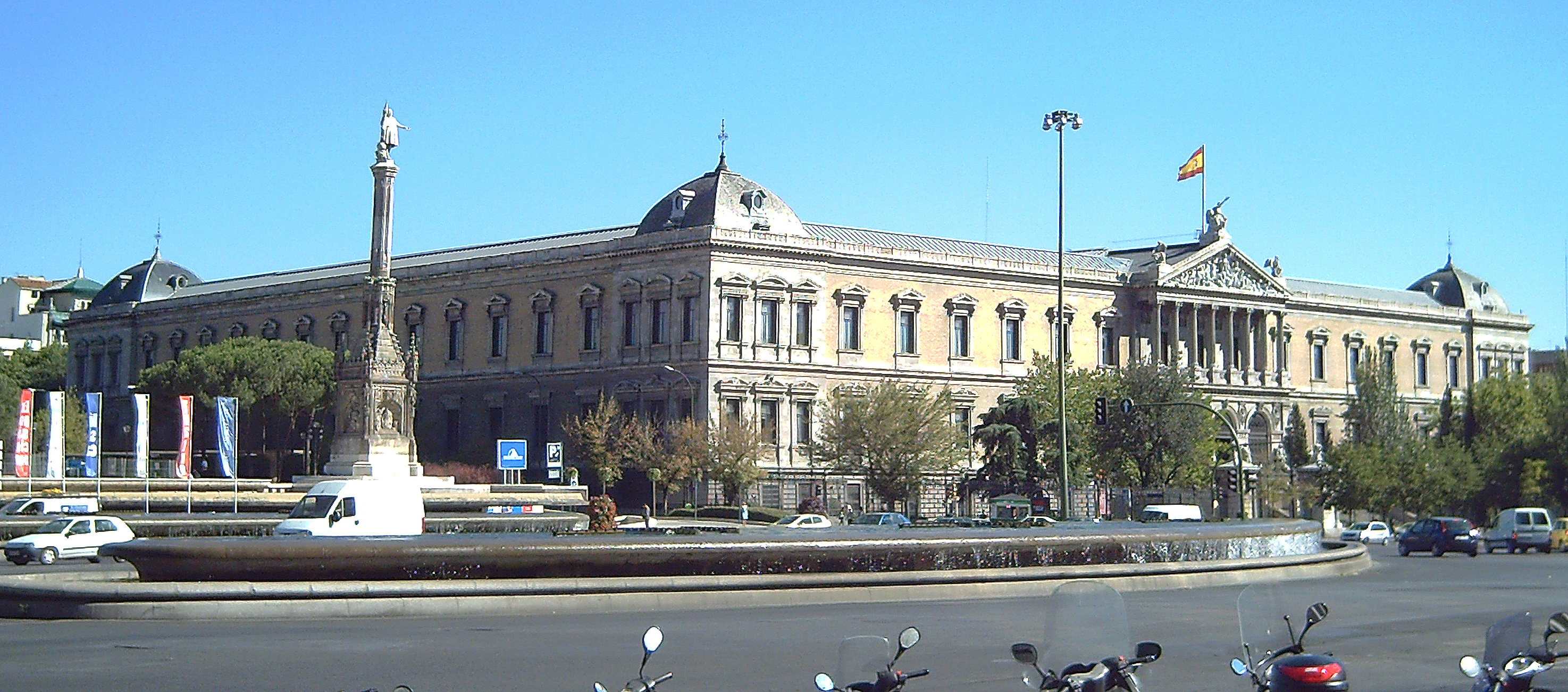
El Palacio de Biblioteca y Museos Nacionales (actual Biblioteca Nacional de España) albergó durante un breve periodo de tiempo al Museo hasta su traslado a su sede definitiva.

En 1907, gracias a las gestiones realizadas por el entonces director, Ignacio Bolívar, se inició el traslado a la que desde entonces es su sede: el antiguo Palacio de la Industria y de las Artes en el paseo de la Castellana. Este palacio había sido construido para la Exposición Nacional de la Industria y de las Artes de 1881 y a él también se mudó la Real Sociedad Española de Historia Natural. El cambio de sede quedaría culminado en 1910. Este edificio, obra de los arquitectos Fernando de la Torriente y Emilio Boix y Merino, está compartido con la Escuela Técnica Superior de Ingenieros Industriales de la Universidad Politécnica de Madrid.
En 1913 el Museo de Historia Natural cambió otra vez su denominación a la que ostenta actualmente: Museo Nacional de Ciencias Naturales (MNCN). 

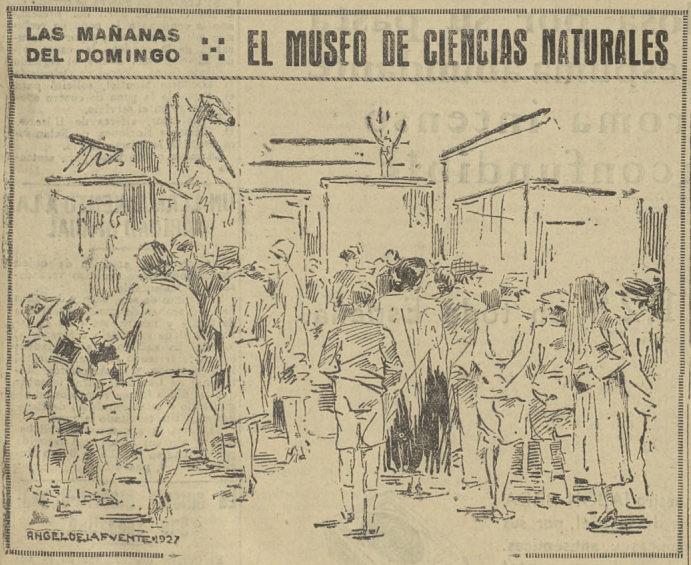
Ilustración de 1927 de visitantes al museo publicada en el periódico El Liberal

Con Ignacio Bolívar en la Dirección del MNCN (1901-1939) comenzó una época de esplendor en la que el Museo aumentó sus colecciones y su labor investigadora. Entre los logros más destacados de este periodo está el impulso que se le dio a la paleontología en España (con la exhibición de la réplica del Diplodocus carnegii), se incorporó a los hermanos Benedito para impulsar la taxidermia de ejemplares, se estableció la sede de la Junta de Ampliación de Estudios e Investigaciones (JAE) -fundada en 1907 y presidida por Santiago Ramón y Cajal- en las dependencias del Museo, se creó un Laboratorio de Biología, se intensificó la relación que el Museo mantenía con la Real Sociedad Española de Historia Natural (RSHN), se organizó el IV Congreo Internacional de Entomología (1935) y se activaron las publicaciones institucionales como Anales de la Historia Natural (que se había interrumpido), Trabajos del MNCN, las Memorias de la Comisión de Investigaciones Paleontológicas y Prehistóricas, EOS, Genera mammalium y Fauna Ibérica. El museo, además, participó en las dos grandes Exposiciones Internacionales (Sevilla y Barcelona) de los años 1930.
Este esplendor se interrumpió con la guerra civil española: en 1936, se cerró al público el museo, pero continuó su actividad con el poco personal que se quedó dentro, custodiándolo durante la contienda. Parte de los trabajadores del MNCN se trasladó a Valencia (incluido su director, Ignacio Bolívar) y parte de su patrimonio se sacó del Museo para protegerlo. Al terminar la guerra, en 1939, el MNCN pasó a formar parte del recién creado Consejo Superior de Investigaciones Científicas (CSIC), siendo declarado uno de sus centros propios; pero dividido en tres centros: el Instituto Lucas Mallada de Geología, el Instituto de Entomología y el Instituto José de Acosta de Zoología.
El MNCN sufrió una crisis de 45 años por el abandono de las instituciones que lo tutelaban (CSIC y Ministerio de Educación y Ciencia) de la que no se recuperó hasta su reestructuración en 1984. A finales de ese año la Junta de Gobierno del CSIC resolvió restructurar el MNCN, lo que supuso una verdadera refundación del Museo. Cerró sus puertas durante varios meses por las obras en sus instalaciones, se acometió una modernización e informatización de las colecciones y se contrató personal investigador nuevo. Esta refundación comprendió la absorción del Instituto Español de Entomología y del Instituto de Geología de Madrid (antiguo Lucas Mallada) y, poco después, la absorción del Instituto José de Acosta, volviendo a ser un único centro. Desde la década de los años noventa del pasado siglo hasta la actualidad el MNCN ha continuado su expansión museística y científica hasta convertirse en uno de los grandes museos de ciencias naturales europeos.
| Directores del Museo Nacional de Ciencias Naturales desde el Real Gabinete de Historia Natural a la actualidad                                    | Directores del Museo Nacional de Ciencias Naturales desde el Real Gabinete de Historia Natural a la actualidad | Directores del Museo Nacional de Ciencias Naturales desde el Real Gabinete de Historia Natural a la actualidad | Directores del Museo Nacional de Ciencias Naturales desde el Real Gabinete de Historia Natural a la actualidad                                                |
| --- | --- | --- | --- |
| Siglo XVIII | Siglo XIX | Siglo XX | Siglo XXI |
| - Pedro Franco Dávila (1771-1786†) - Eugenio Izquierdo de Rivera y Lazaún (titular, 1786-1804) - José Clavijo y Fajardo (en funciones, 1786-1802) | - Manuel Castor González (1804-1808) - José Mariano Mociño (1808-1813) - Manuel Castor González (1813-1814) - Junta de Protección (1815-1821) - Dirección General de Estudios (1821-1824) - Junta de Protección (1824-1837) - Junta Gubernativa (1837-1851) - Mariano de la Paz Graells (1851-1868) - Lucas de Tornos (1868- 1882†) - Miguel Maisterra Prieto (1882-1897†) - Tomás Andrés y Andrés Montalvo (1897-1900) | - Joaquín González-Hidalgo Rodríguez (1900-1901) - Ignacio Bolívar Urrutia (1901-1939) - Antonio de Zulueta y Escolano (interino, 1936-1939) - Eduardo Hernández Pacheco de la Cuesta (provisional, abril-mayo de 1939) - Pedro de Novo y Fernández Chicarro (1939-1941) - Emilio Fernández Galiano (1941-1953†) - Maximino San Miguel de la Cámara (1953-1961†) - Francisco Hernández-Pacheco de la Cuesta (1961-1974) - Eugenio Ortiz de la Vega (1975-1984) - Emiliano Aguirre Enríquez (en funciones, 1985-1986) - Concepción Sáenz Laín (1986-1988) - Pere Alberch Vié (1988-1995) - Manuel Hoyos Gómez (1995-1996) - Roberto Fernández de Caleya (1996-1997) - Monserrat Gomendio Kindelán (1997-2002) | - Alfonso Navas Sánchez (2002-2009) - Esteban Manrique Reol (2009-2013) - Santiago Merino Rodríguez (2013-2021) - Rafael Zardoya San Sebastián (2021-Actual.) |

## Colecciones
Las colecciones del MNCN tienen una finalidad esencialmente científica, aunque también tienen un valor museístico/expositivo y educativo. Se han originado a partir de las expediciones de los científicos y han sido y son la base del trabajo de muchos investigadores y el lugar en el que se depositan sus descubrimientos. En los últimos cinco años se han publicado alrededor de 600 artículos que utilizan el material o la información almacenada en las colecciones.
Están formadas generalmente por un investigador del MNCN que hace labores de asesoramiento científico, un conservador que es el reponsable de la colección y técnicos de apoyo.
Actualmente hay veintidós colecciones agrupadas según su actividad dentro del MNCN: dieciséis son colecciones puramente científicas por especialidades y materias de las Ciencias Naturales y de otras ciencias; dos son colecciones científico-artísticas; y cuatro son servicios de documentación para el apoyo de la investigación científica.
Las colecciones puramente científicas son (por orden alfabético): Artrópodos, Aves, Entomología, Fonoteca zoológica, Geología, Herpetología, Ictiología, Invertebrados, Malacología, Mamíferos, Nematología, Paleobotánica, Paleontología de vertebrados, Paleontología de invertebrados, Prehistoria, y, por último la colección de Tejidos, ADN y Biobanco.
La colección científico-artística de Instrumentos científicos procede en su mayoría del Real Gabinete de Historia Natural (siglo XVIII) y son instrumentos como microscopios, lupas binoculares, balanzas, barómetros, electroscopios, accesorios de laboratorio y preparación. Por su parte la colección de Bellas Artes está formada por piezas artísticas de ornamentación (obras pictóricas, mobiliario y piedras bezoares montadas en plata).

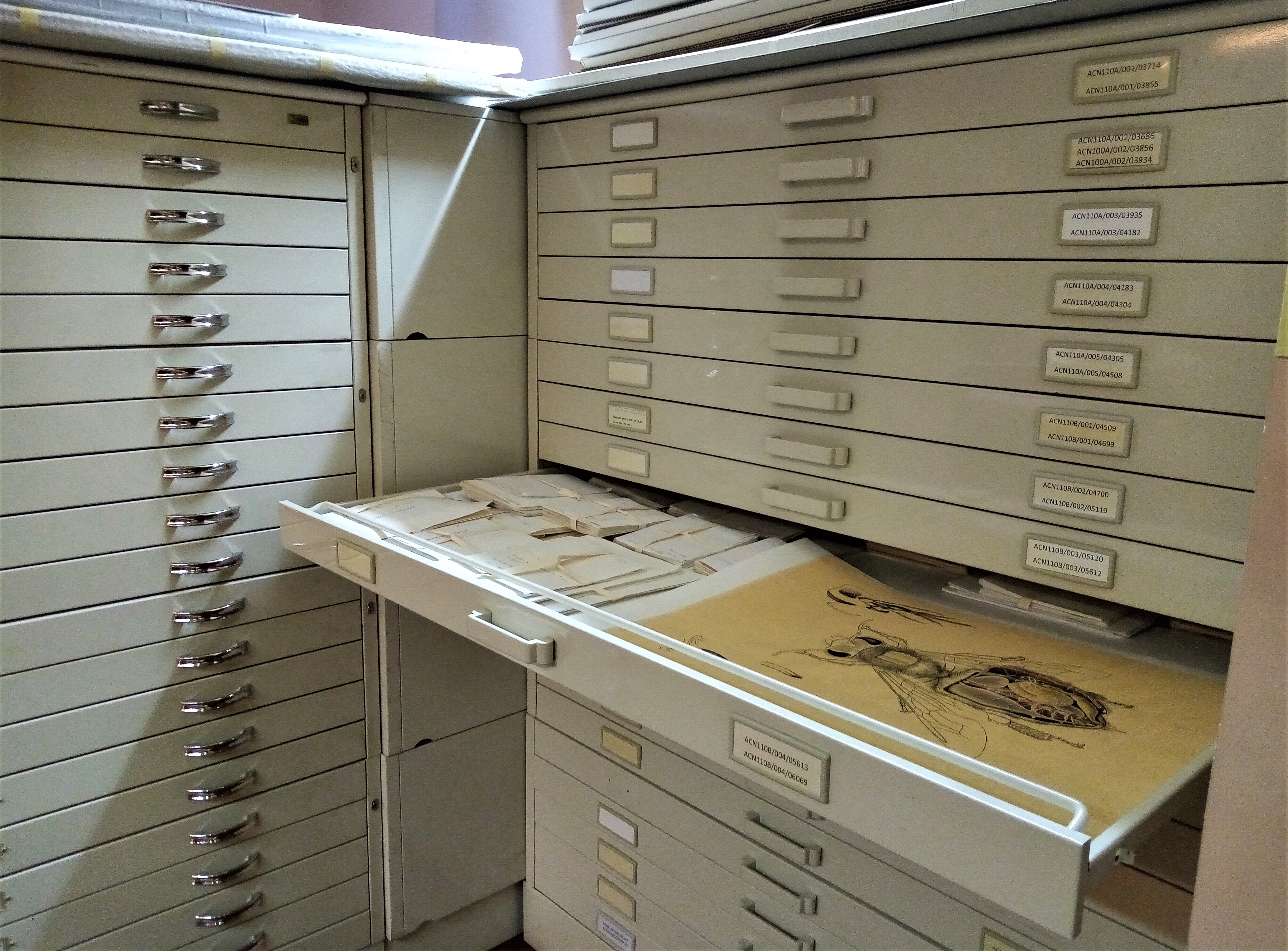
Mueble planero horizontal del Archivo Histórico del MNCN con una lámina de la Colección Iconográfica Luis Esteban

Los servicios de documentación para el apoyo de la investigación científica del MNCN son cuatro: la biblioteca, el archivo, la mediateca y la Unidad de Gestión Informática y Digitalización (UGID).
1. La biblioteca es científica e histórica al mismo tiempo. Tiene 4000 metros lineales de estanterías y reparte sus fondos en cinco depósitos, que se componen de 1 700 000 monografías, 70 000 colecciones de revistas, además de otros materiales, como mapas, fotografías o manuscritos.
2. El archivo histórico custodia documentación (textual e iconográfica) relativa a la actividad investigadora y museística del MNCN. Las áreas del conocimiento humano sobre las que versa este fondo archivístico son la zoología, la paleontología, la geología y biodiversidad, la arqueología, la antropología, la etnografía e, incluso, las artes decorativas.
3. La mediateca custodia, gestiona y conserva el archivo de documentos audiovisuales del MNCN. Cuenta con más de 4600 registros audiovisuales y 12 000 fotografías. Abarcan todas las áreas del conocimiento científico en distintos soportes físicos, tanto analógicos como digitales. Sus fondos son accesibles on line a través del portal CIENCIATK, una plataforma institucional del CSIC.
4. La Unidad de Gestión Informática y Digitalización (UGID) es un servicio de soporte a las colecciones del MNCN. Su misión fundamental es asegurar un sistema de gestión informatizada de los fondos del MNCN que permita que sean accesibles y que posibilite la participación del MNCN en redes de colecciones y museos, así como en proyectos internacionales en colaboración con otros centros homólogos.

## Exposiciones
Una de las misiones fundamentales del MNCN es la exhibición de sus fondos a través de las exposiciones permanentes y temporales de sus expecímenes y de su fondo patrimonial. Cuenta con 4032 metros cuadrados de espacio expositivo: 3176 están dedicados a exposiciones permanentes y 862 están dedicados a exposiciones temporales. Los fondos no expuestos se guardan en dos depósitos: uno se encuentra en diferentes instalaciones dentro del propio MNCN y el otro, en Arganda del Rey.

### Exposiciones permanentes
Las exposiciones permanentes que actualmente exhibe el MNCN son: Biodiversidad; Fauna del parque nacional de la Sierra de Guadarrama; Mediterráneo: naturaleza y civilización; Minerales fósiles y evolución humana; Real Gabinete de Historia Natural; La Expedición científica al Pacífico (1862-1866); Jardín educativo del Bosque Mediterráneo y Jardín de Piedras (esta dos últimas en el exterior del edificio).

#### Ejemplares destacados
En el MNCN hay custodiadas más de 320 000 especies diferentes del reino animal y 41 238 ejemplares son «ejemplares tipo». El total de ejemplares conservados se acerca a los once millones de especímenes.
El MNCN también custodia registros acústicos zoológicos de los principales animales acústicos (aves, anfibios, insectos y mamíferos) en su fonoteca, registros de imágénes (3D) y muestras de tejidos y de ADN. La fonoteca del MNCN es una de las tres mejores fonotecas europeas y la mejor en sonidos de anfibios a nivel mundial. Por su parte la colección de Tejidos, ADN y Biobanco es también la más destacada a nivel europeo con más de 105.000 muestras y 16.517 secuencias de ADN. Ambas colecciones se llevan compilando desde la última década del siglo pasado.

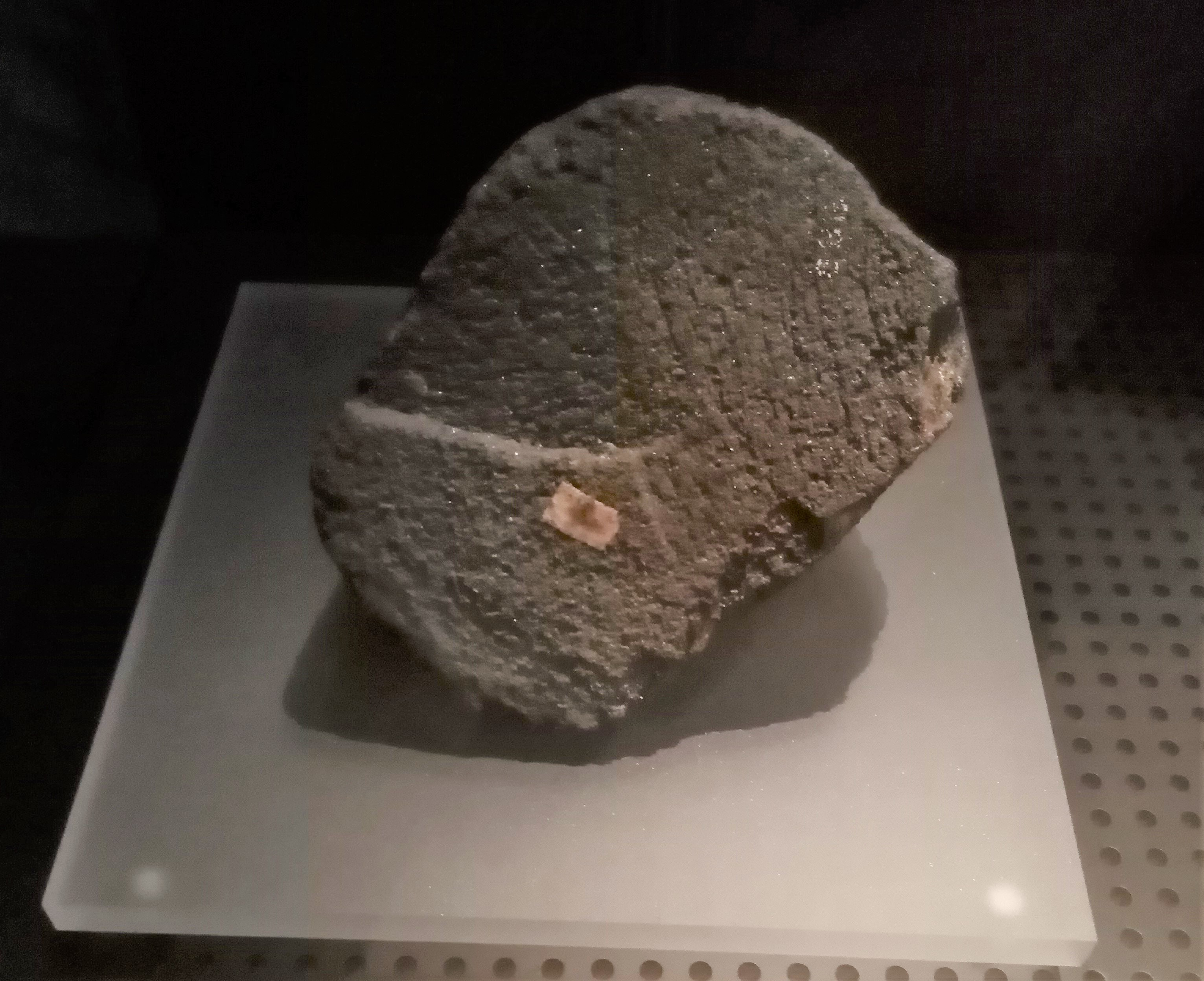
Meteorito pétreo caído en Villanueva de Sixena (Huesca) en 1773.

De entre sus fondos destacan algunos ejemplares por su interés histórico y biológico o geológico como:
- El meteorito pétreo de Villanueva de Sixena (Huesca) es el más antiguo que se conoce que haya caído en España (el 17 de noviembre de 1773). Tiene un peso de 4,178 gramos y se exhibe actualmente en el MNCN en la Sala de Minerales. Procede del Real Gabinete de Historia Natural de Pedro Franco Dávila.
- El ejemplar de elefante indio regalado al rey Carlos III en 1773 por el gobernador de Filipinas, que vivió en los jardines del Palacio de Aranjuez con otros animales exóticos (camellos y dromedarios) y de granja hasta su muerte en 1777. Fue trasladado en barco en un viaje de 139 días desde Manila hasta el puerto de Cádiz y conducido por tierra durante 41 días más hasta llegar a su destino a finales de noviembre de 1773. Carlos III ordenó que lo disecaran y que pasara a formar parte de la Colección del Real Gabinete de Historia Natural de Pedro Franco Dávila. Los trabajos de disecación y montaje acabaron en febrero de 1778: por una parte se hizo la taxidermia del animal y por otro se montó el esqueleto del ejemplar al que se le añadieron los colmillos originales, mientras que para la taxidermia se tallaron unos en madera.[18] Es uno de los elefantes naturalizados más antiguos conservados en la actualidad de taxidermia moderna.
- Tres grandes y antiguos ejemplares de peces naturalizados: un tiburón martillo, un pez sierra y un pez luna, datados antes de 1784 y, probablemente, procedentes también del Real Gabinete de Historia Natural de Dávila y que forman parte ahora de la Colección de Ictiología del MNCN. De esta misma colección procede un esqueleto de pargo con vísceras en cera, montado en una vitrina, que data del año 1790.[19]
- Seis grandes tortugas marinas naturalizadas, de las especies Caretta caretta, Chelonia mydas y Eretmochelys imbricata, procedentes de Cuba a finales del siglo XVIII pertenecientes a la Colección de Hepertología del MNCN.[2]

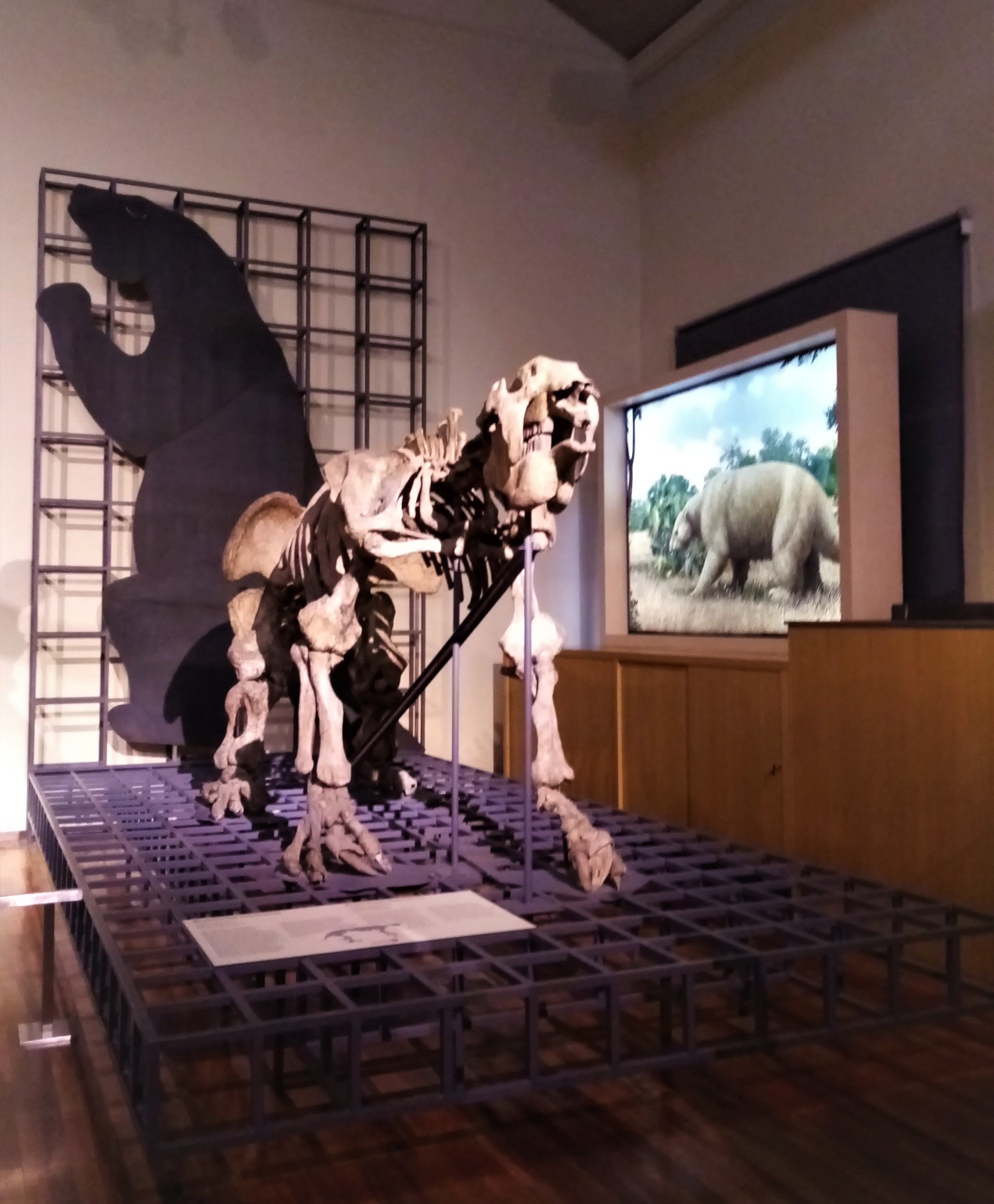
Esqueleto completo de Megatherium americanum montado en 1788 por Juan Bautista Bru.

- El megaterio (Megatherium americanum) que llegó desde Argentina (Virreinato de La Plata) en 1789 para ingresar en la colección del Real Gabinete de Ciencias Naturales de Pedro Franco Dávila. Con este ejemplar de megaterio Georges Cuvier describió científicamente por primera vez este vertebrado fósil y lo denominó utilizando la terminología de Carlos Linneo. Los megaterios fueron grandes perezosos terrestres, pertenecientes al grupo de los Xenarthra desdentados. Eran herbívoros y habitaron en el continente americano en el Oligoceno y en el Pleistoceno. Aunque eran cuadrúpedos, podían erguirse sobre sus patas traseras, gracias a su potente esqueleto y llegar a las hojas de los árboles. De tamaño eran mayores que un elefante. El megaterio del MCNC conserva el montaje original histórico que realizó Juan Bautista Bru (disecador/taxidermista del Real Gabiente de Historia Natural) en 1788, aunque no sea anatómicamente correcto. Pertenece a la Colección de Paleontología de Vertebrados del MNCN.
- El Diplodocus carnegii es una réplica de dinosaurio del periodo Jurásico superior regalada por el millonario estadounidense Andrew Carnegie (1835-1919) al rey Alfonso XIII[20] Conocido como Dippy, el original se custodia en el Carnegie Museum of Natural History (Pittsburgh, Pensilvania, Estados Unidos). Existen otras réplicas de este dinosaurio en otros museos de Ciencias Naturales europeos como el de Londres, el de París o el de Viena. En el MNCN el diplodocus se instaló en el año 1913.[2] Llegó desde Nueva York en un barco fletado por la Compañía Transatlántica Española al puerto de Barcelona el 19 de septiembre en 34 cajas y fue montado por el Jefe de Laboratorio de Paleontología, Arthur Coggeshall, y por operarios del Carnegie Museum. Su montaje se completó el 28 de noviembre. Unos días más tarde, el 3 de diciembre, la Reina María Cristina de Habsburgo-Lorena inauguró la sala del MNCN que exhibía en solitario esta réplica del diplodocus.[21]
- Los dioramas de aves y mamíferos preparados por los hermanos Benedito, (Luis y José María Benedito Vives) taxidermistas del MNCN durante las primeras décadas del siglo XX. Muchas de las piezas que disecaron los hermanos Bendito son ya centenarias, como el oso pardo cazado en Asturias y donado en 1915 por el Rey Alfonso XIII o el toro de Veragua, donado por el duque de Veragua en 1911.

Son destacables también algunos ejemplares de animales extintos, como el tilacino (o lobo marsupial) que desapareció en la década de los años 30 del siglo XX o el alca gigante; y las especies, no extintas todavía, pero en peligro crítico de extinción, que son taxidermizadas para su conservación preventiva, como el antílope sable gigante.

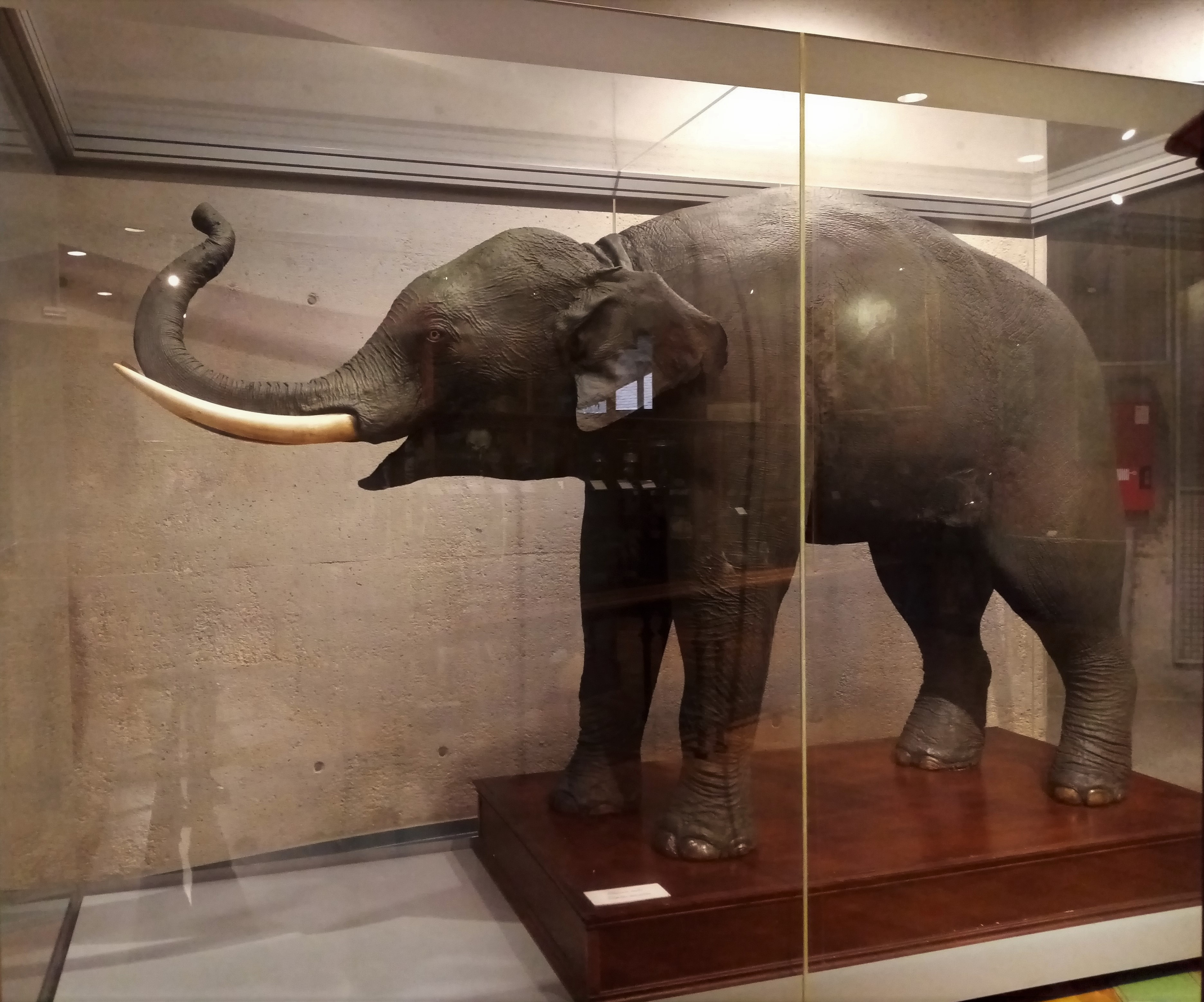
Elefante asiático disecado en 1777
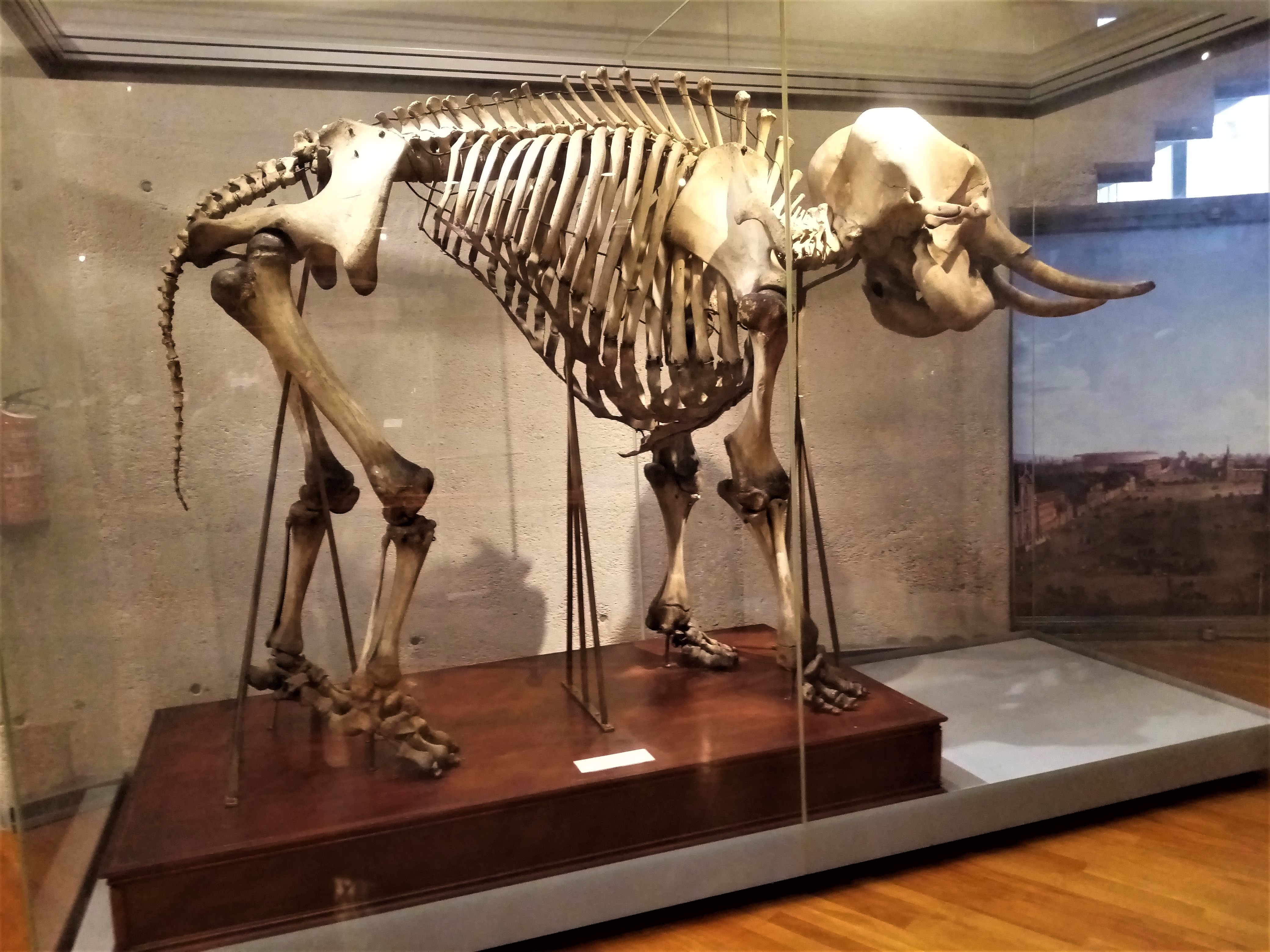
Esqueleto del elefante disecado en 1777
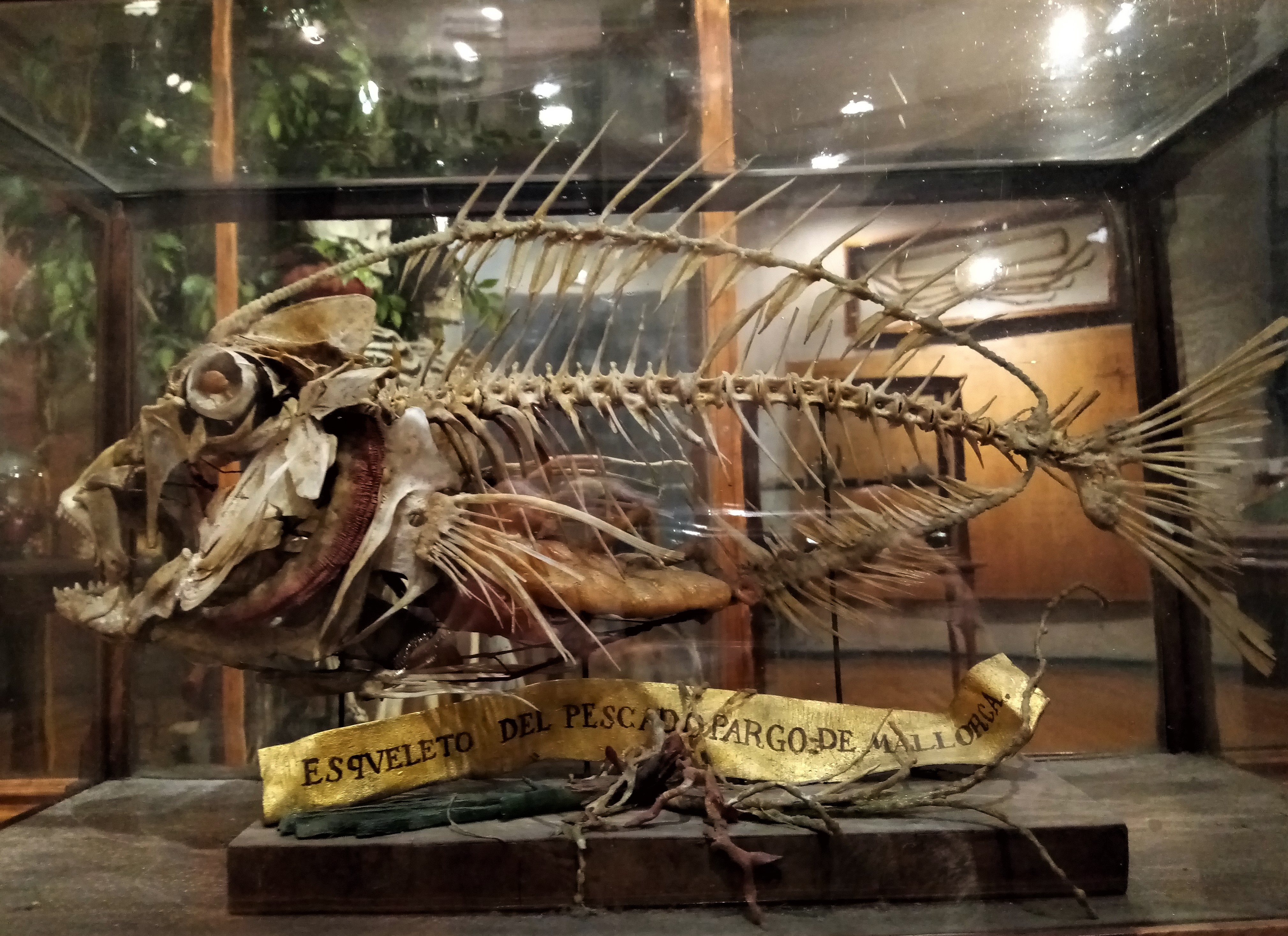
Esqueleto de pargo con vísceras de cera del año 1790
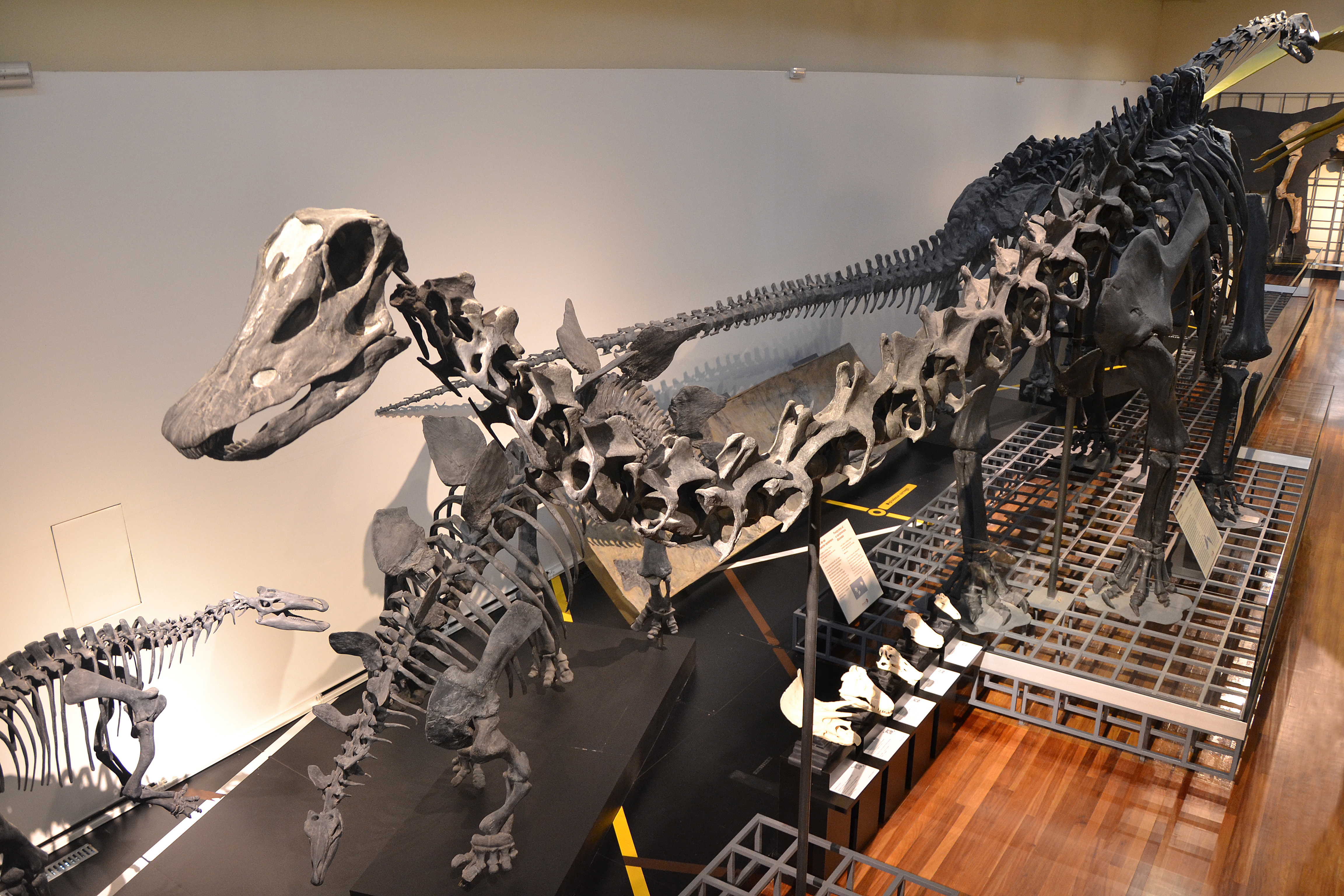
Réplica del Diplodocus carnegii del MNCN
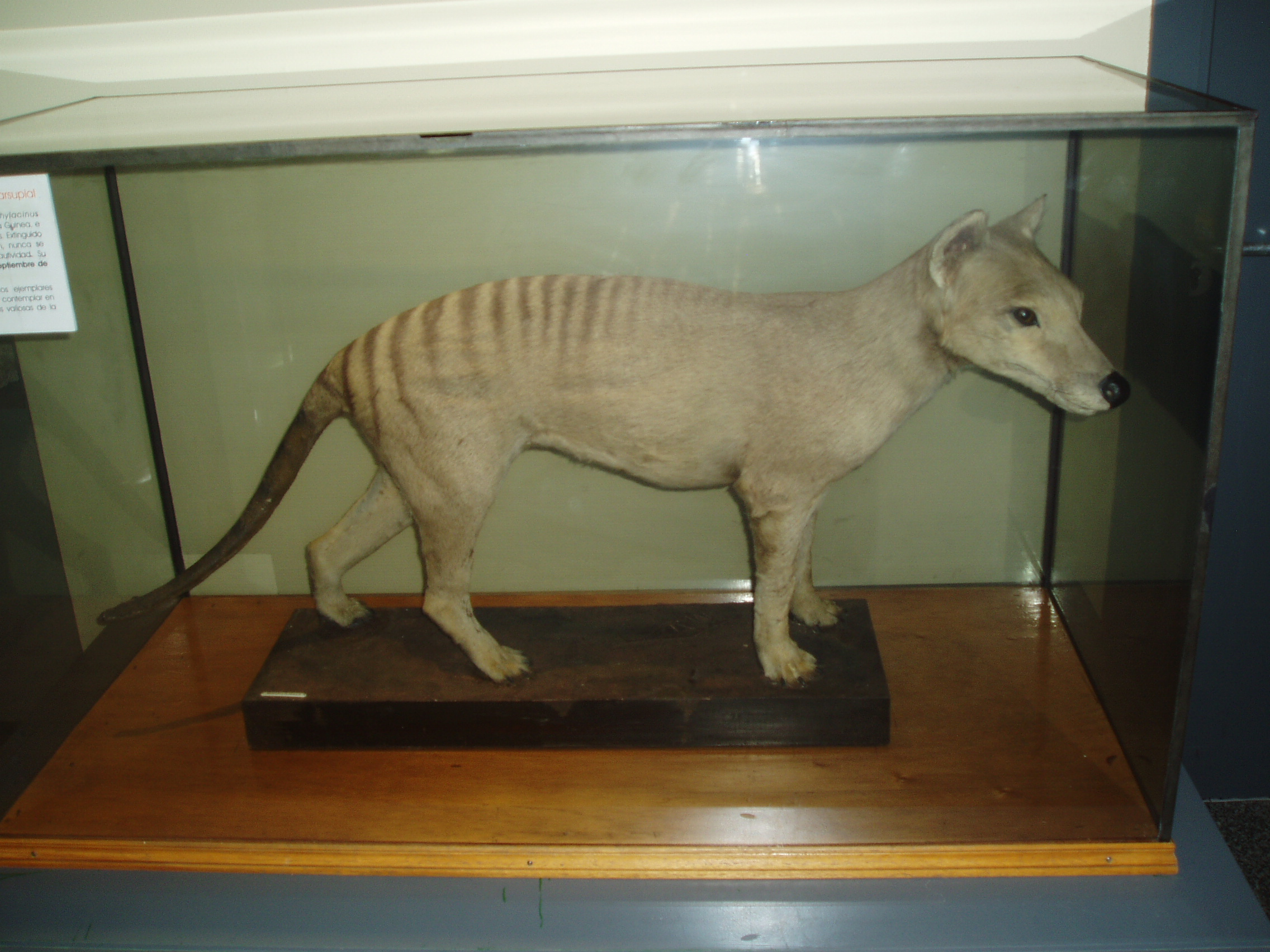
Naturalización de un tilacino o lobo marsupial, especie ya extinta.
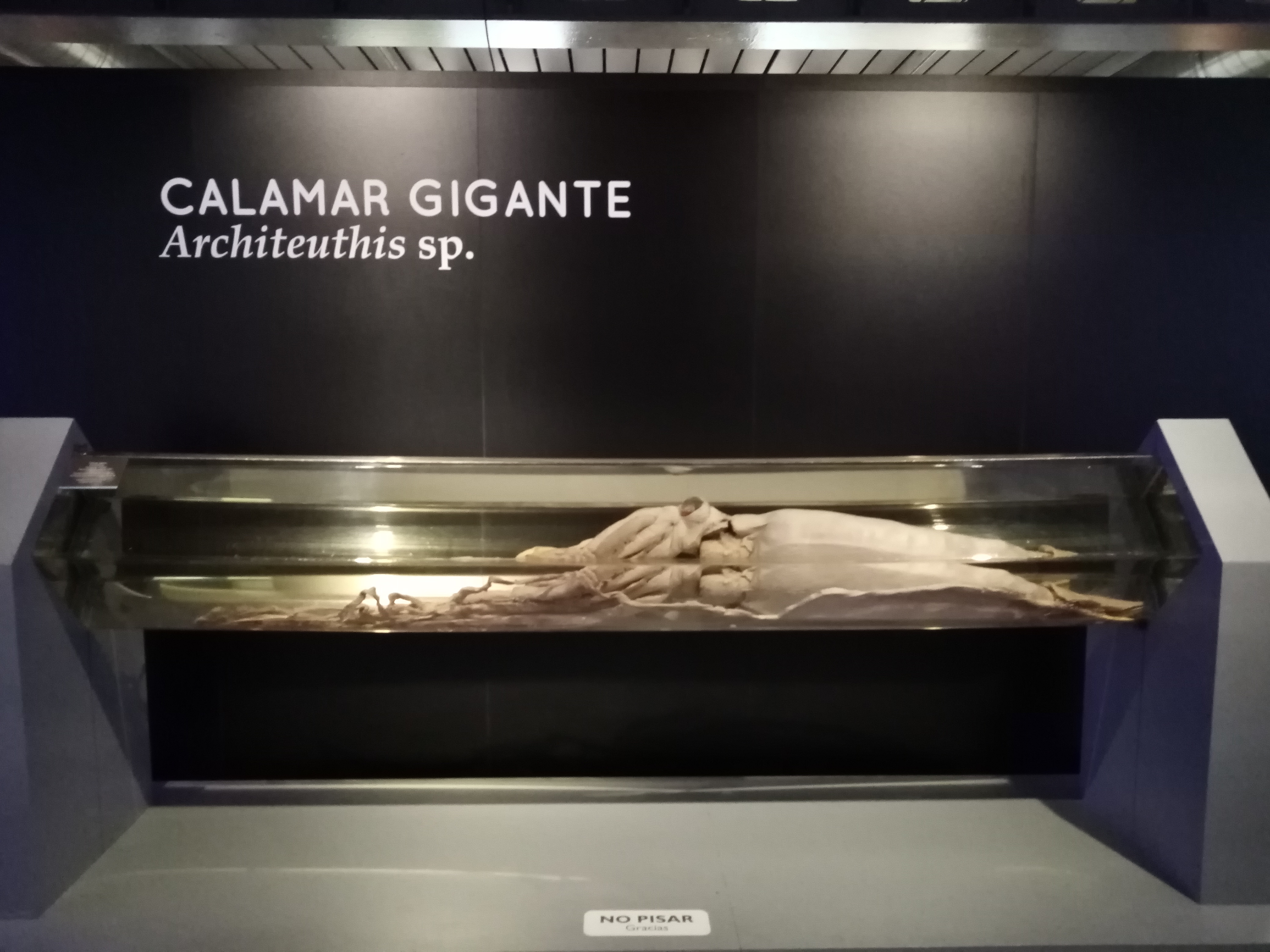
Calamar gigante perteneciente a la Colección del MNCN
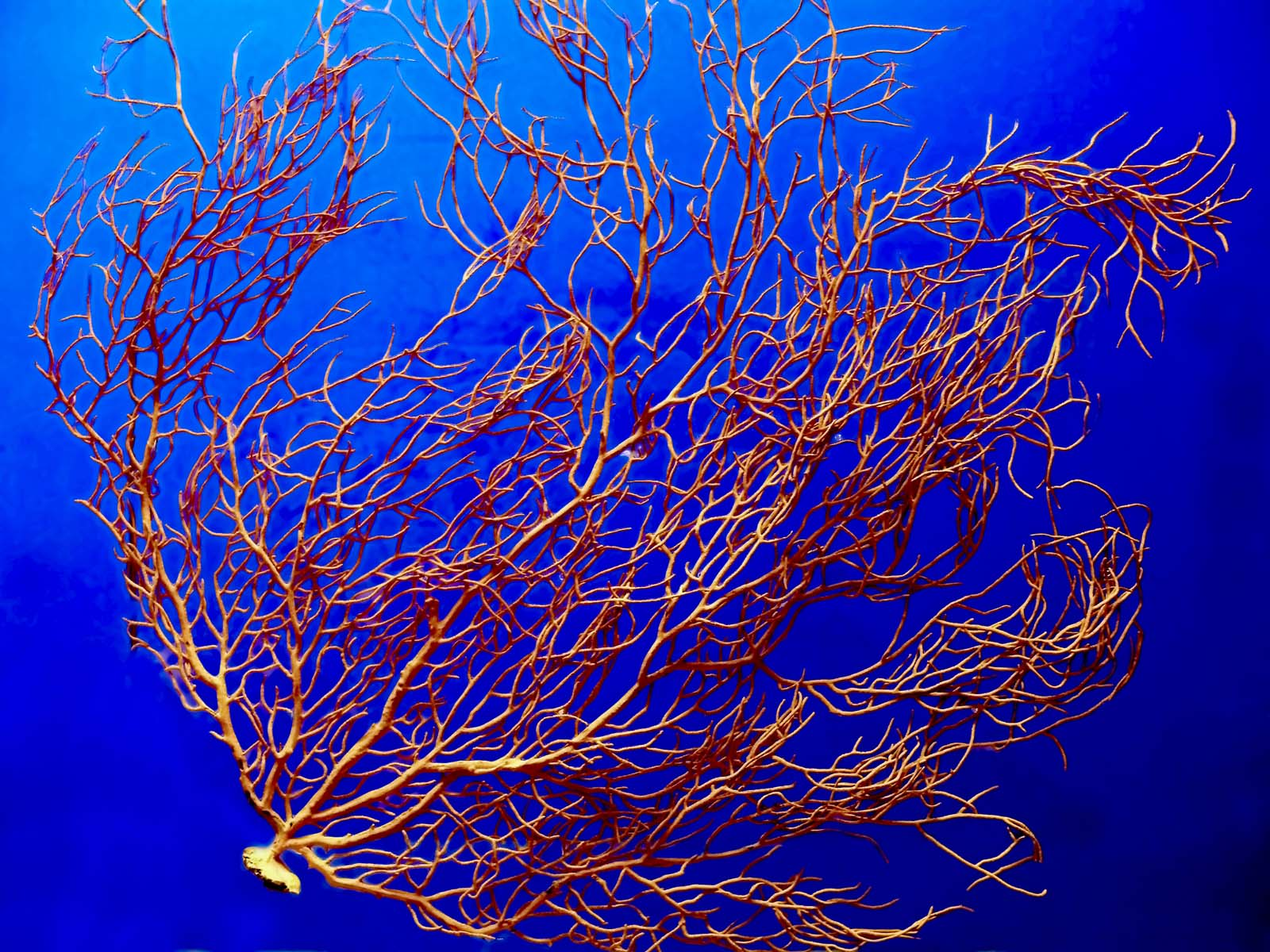
Sección del Mediterráneo: Gorgonia.
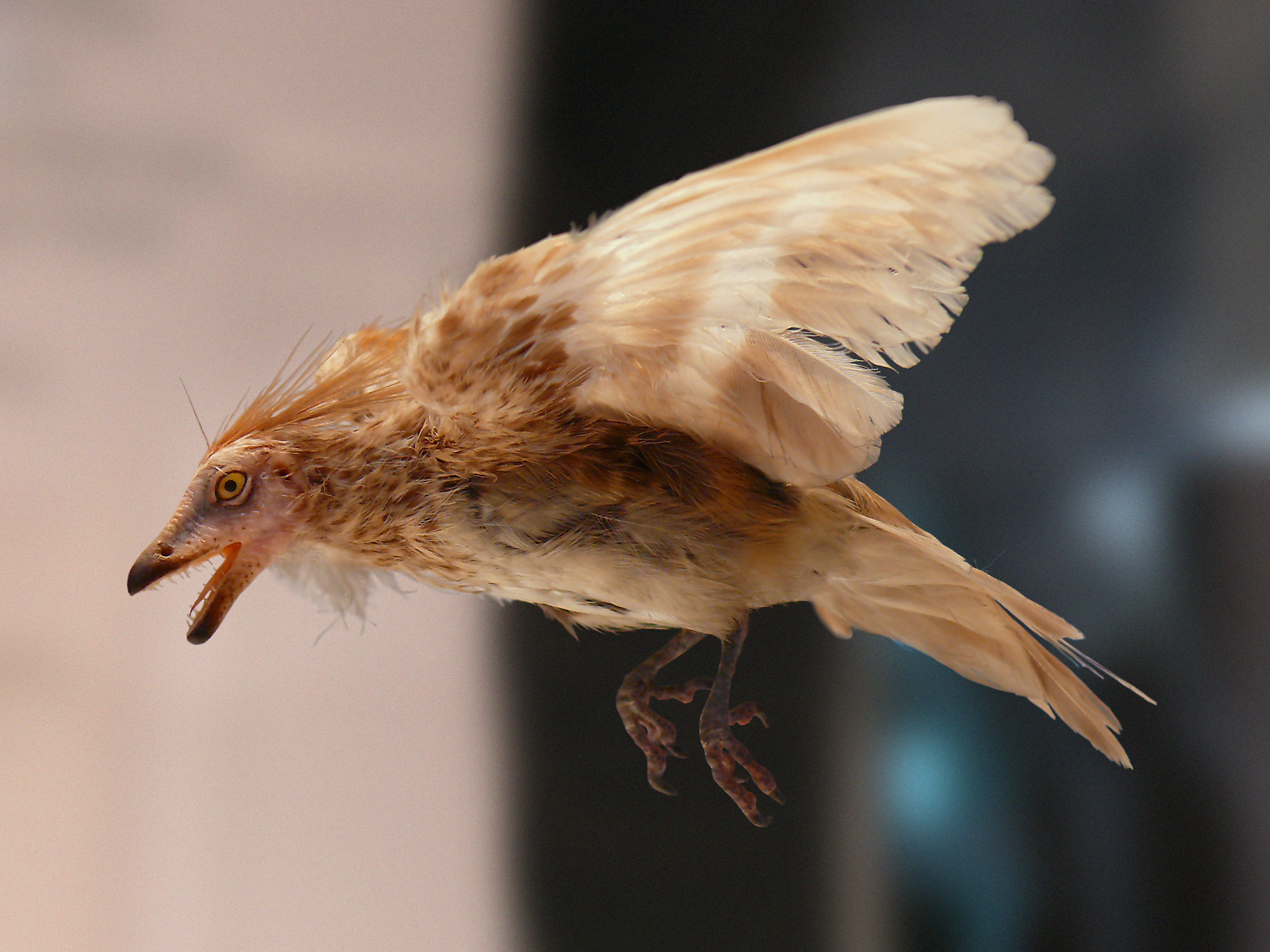
Sección de Historia Natural: Modelo de Iberomesornis.
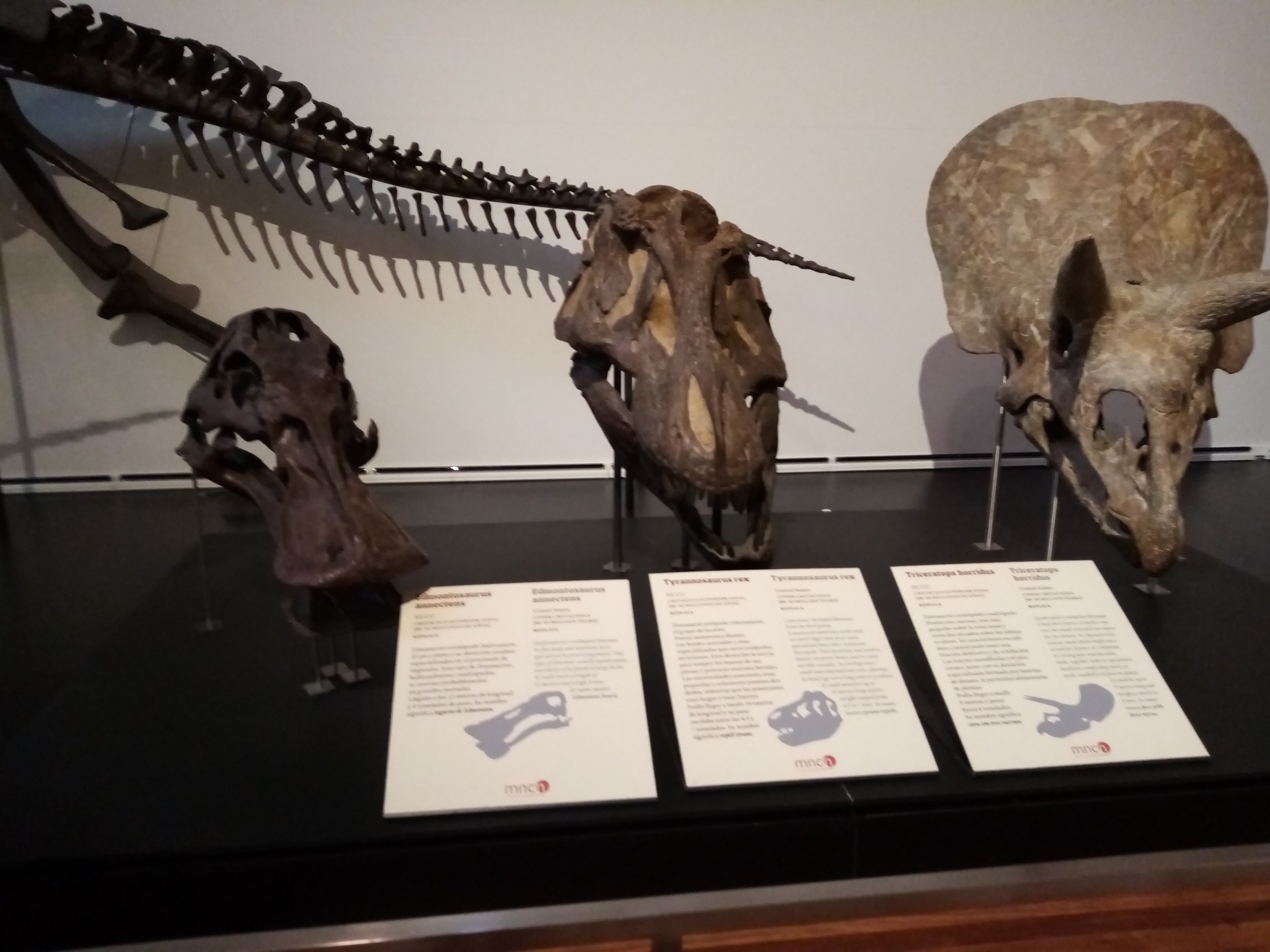
Cráneos de distintos animales prehistóricos del MNCN
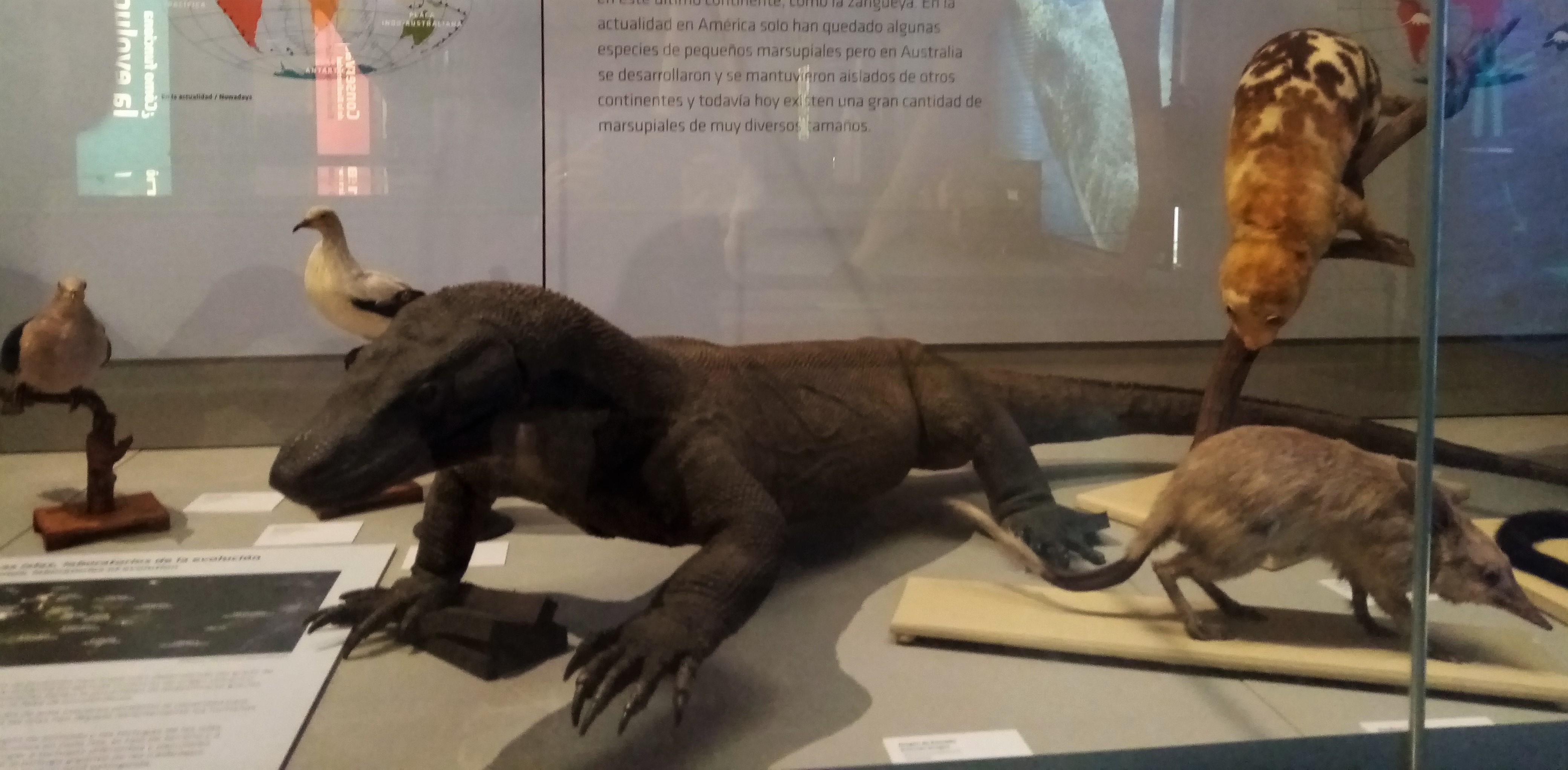
Ejemplar de Dragón de Komodo (Indonesia), Colección Hepertología del MNCN
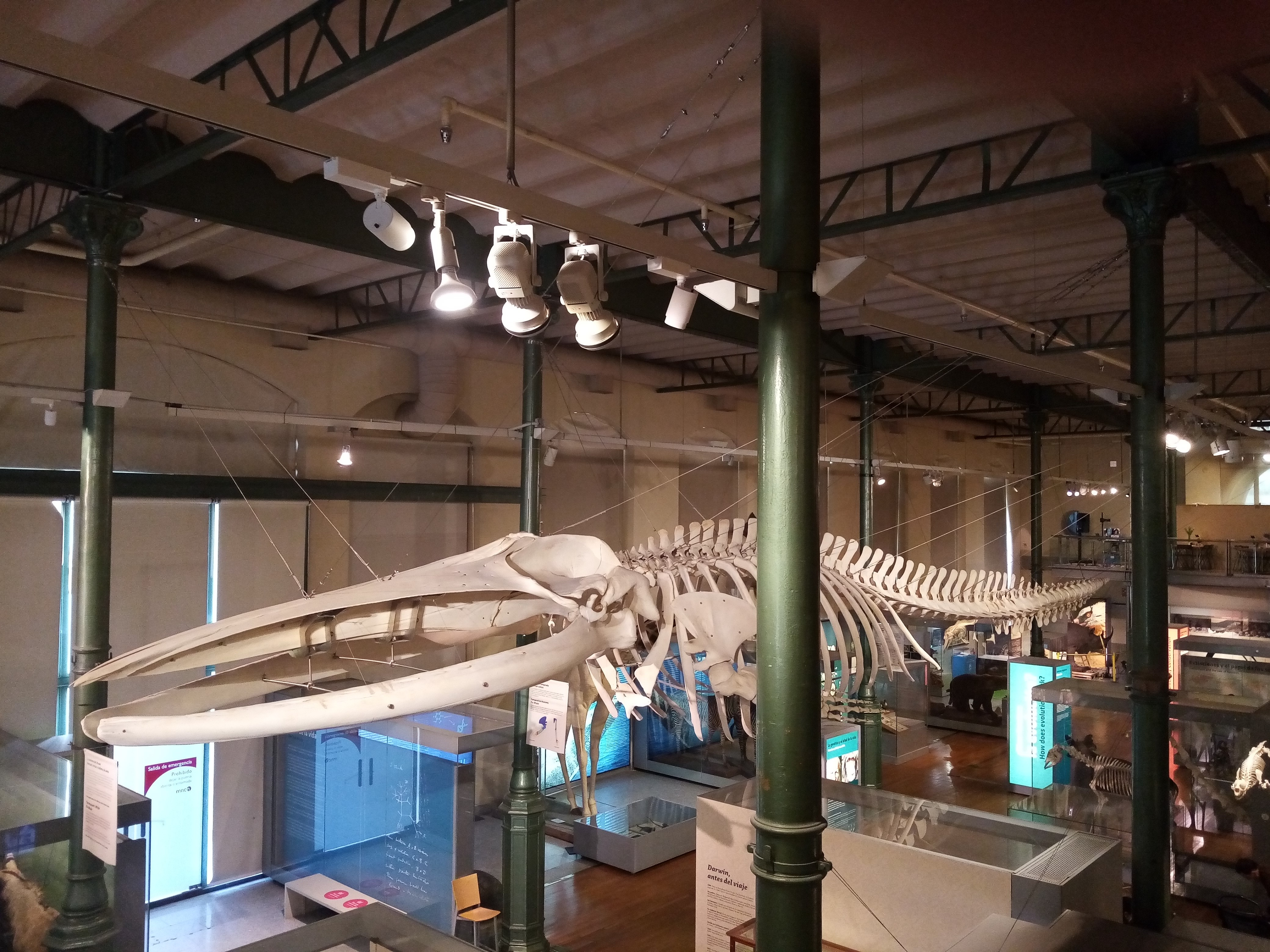
Esqueleto de rorcual común o ballena de aleta
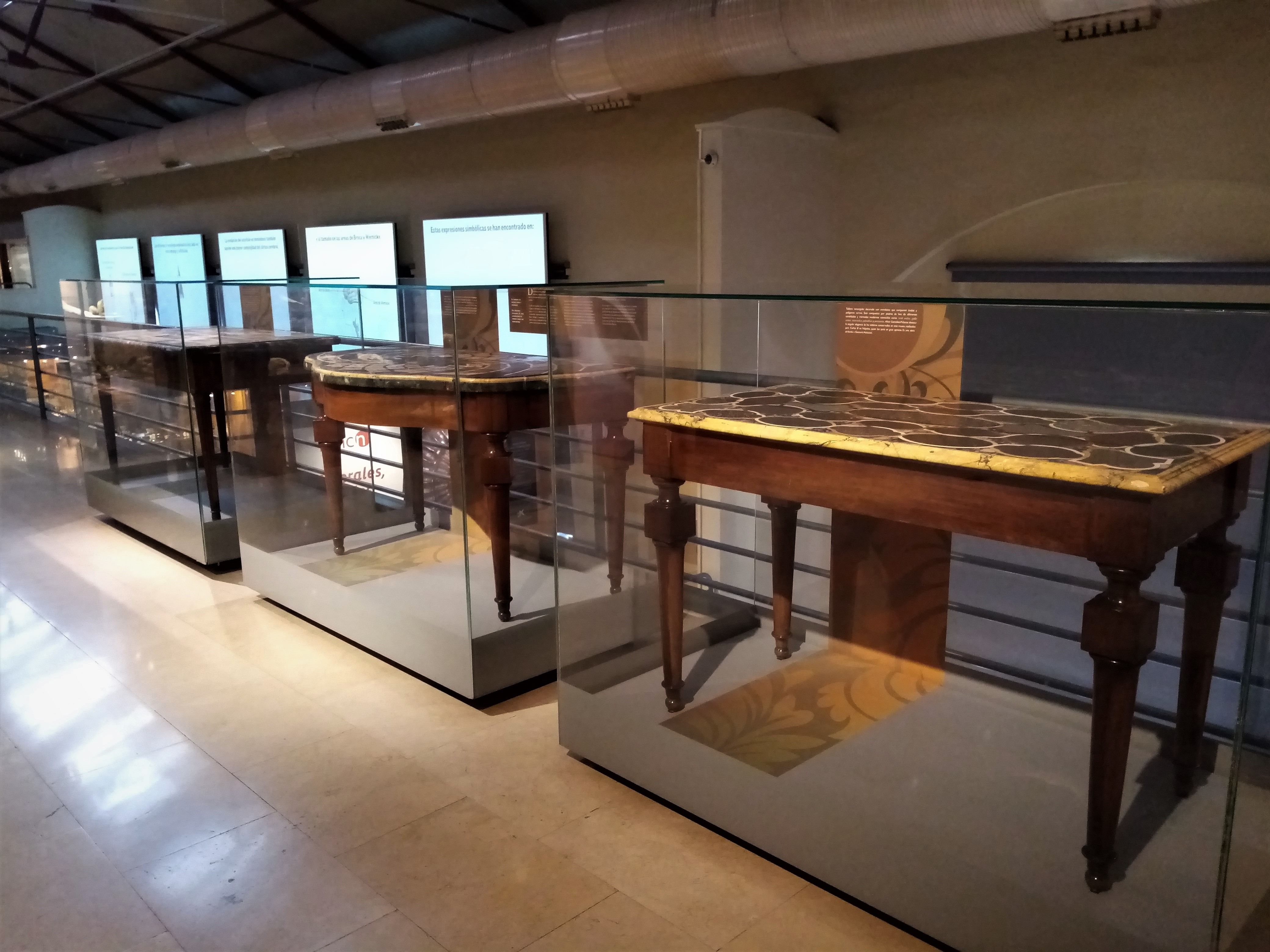
Mesas de piedras ornamentales procedentes del Real Gabinete de Historia Natural
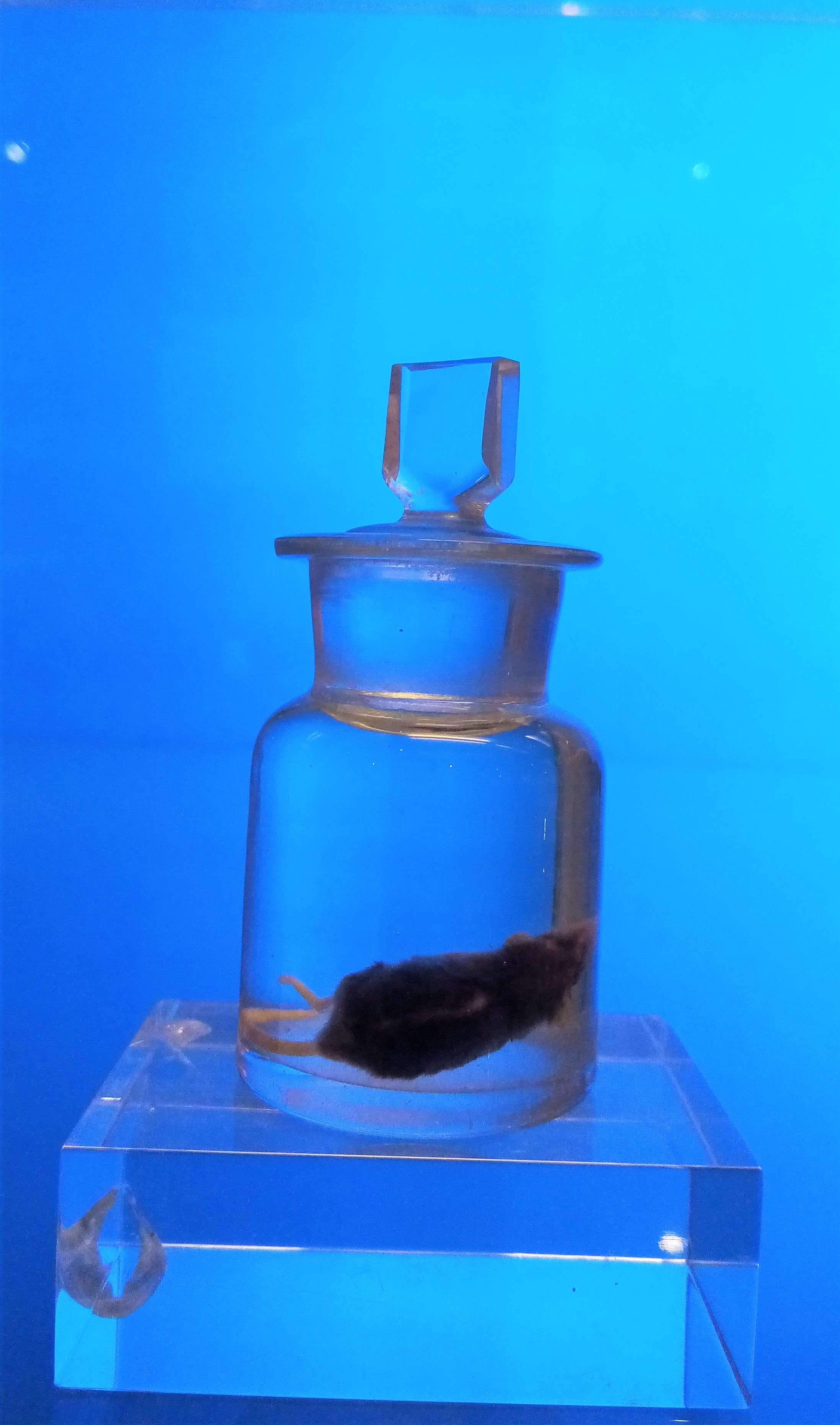
Ejemplar de musarañita o musgaño enano, el mamífero más pequeño conocido
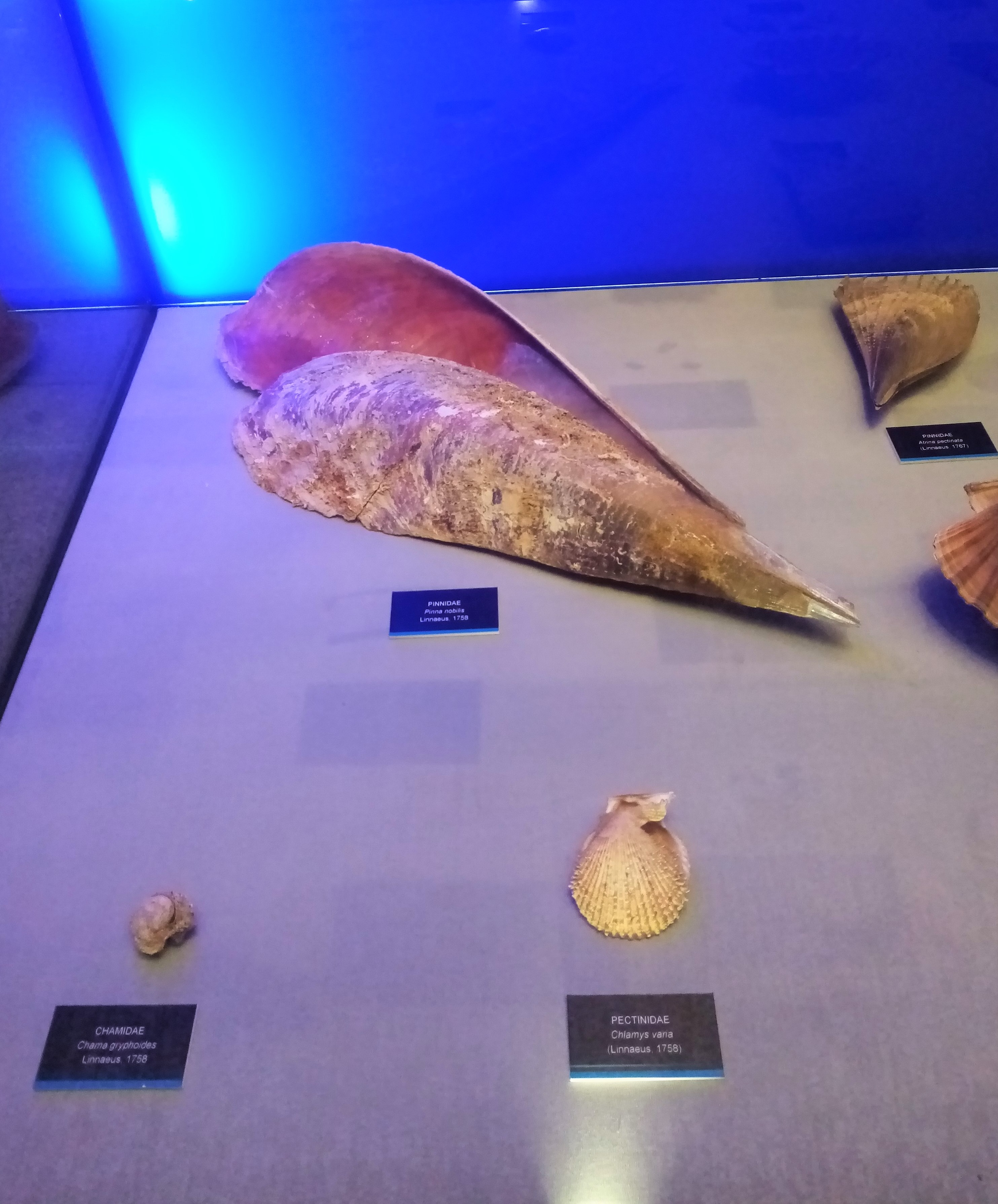
Ejemplar de molusco perteneciente a la clase Bivalvo y a la familia Pinnidae

### Exposiciones temporales

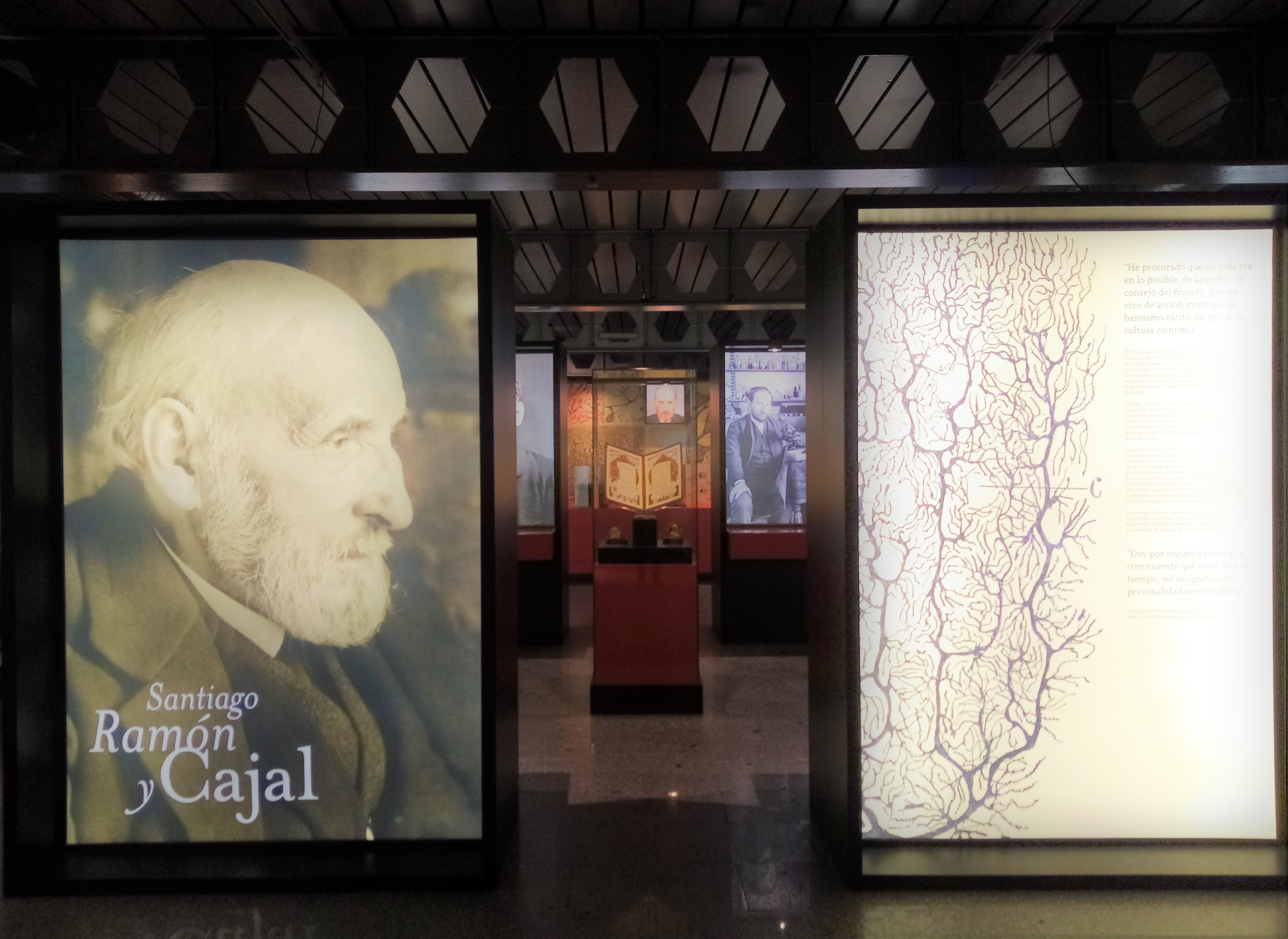
Entrada a la exposición temporal Santiago Ramón y Cajal del MNCN

El MNCN organizó en 2021 una docena de exposiciones temporales. Algunas de ellas pueden ser visitadas de forma virtual, aunque ya no se exhiban actualmente. Un ejemplo de exposición temporal reciente fue la que se dedicó a la figura del neurocientífico español Santiago Ramón y Cajal. Se organizó conjuntamente con el Instituto Cajal dentro del marco del centenario del nombramiento del científico español como director de ese centro de investigación, perteneciente al CSIC. La muestra trazó un recorrido por su vida y se exhibieron dibujos científicos realizados por el propio Cajal, las herramientas que utilizó para llevar a cabo sus investigaciones, portadas de revistas y periódicos que narraban la transcendecia de sus descubrimientos, así como los escritos de sus principales discípulos. También incluyó ocho documentos sonoros sobre diferentes facetas de la vida de Cajal, que fue, además de científico, fotógrafo, escritor, humanista, profesor, médico e inventor.
Destacaron también las exposiciones temporales itinerantes que tuvieron una fuerte repercusión en los medios de comunicación y gran asistencia de público, como la exposición Arte y naturaleza en la Prehistoria: La colección de calcos del Museo Nacional de Ciencias Naturales, calcos y láminas que representan tanto pinturas paleolíticas como de arte levantino prehistórico de prácticamente toda la geografía española o Pacífico inédito (1882-1866), 91 fotografías realizadas durante la expedición científica española al Pacífico que partió del puerto de Cádiz en 1862.
Es muy frecuente el préstamo de piezas emblemáticas del MCNC (museísticas, libros, documentos de archivo, fotografías) para exposiciones que se exhiben en otras instituciones.

## Actividad investigadora
El MNCN es un Organismo Público de Investigación (OPI) perteneciente al Consejo Superior de Investigaciones Científicas (CSIC). Forma parte del Área Global VIDA del CSIC que constituye, con 6.660 personas en plantilla, el mayor y más diverso organismo de investigación en ciencias de la Vida de España. Dentro de esta área forma parte de los 24 institutos de Recursos Naturales siendo el mayor de ellos con 15 grupos de investigación, 187 proyectos en ejecución y 46 servicios técnicos.
Está dedicado al estudio del patrimonio biológico y geológico español presente y pasado para contribuir de esta forma a la comprensión de los procesos globales del planeta Tierra y los seres que lo habitan; y para analizar la estructura y funcionamiento de la naturaleza a partir de la descripción sistemática de la Geo/Biodiversidad, de los procesos evolutivos y de la respuesta de los sistemas terrestres, acuáticos y atmosféricos.
Engloba investigaciones de diferentes disciplinas, como la Biología, la Ecología, la Zoología, la Geología y la Paleontología. Parte de la investigación realizada en el MNCN está relacionada con las colecciones biológicas, geológicas y paleontológicas que alberga, aunque no toda; porque también se desarrollan otros proyectos al margen de ellas que cubren otras categorías temáticas dentro de las Ciencias Naturales como la Biodiversidad y Conservación, la Biología evolutiva, la Genética y herencia biológica, la Ecología, la Zoología, la Entomología, la Biología de ambientes acuáticos, la Biología de la reproducción, la Microbiología, la Geología, la Geoquímica y Geofísica, la Mineralogía, la Microscopía, las Ciencias del suelo y la Paleontología.

### Líneas de Investigación
La investigación en el MNCN se estructura en tres líneas de investigación principales:
1. Línea de diversidad y evolución animal: estudia las especies vivas y extintas y sus relaciones filogenéticas, así como los procesos evolutivos que sustentan la diversificación animal (incluida la humana).
2. Línea de Ecología, Biología de la Conservación y Cambio Global: investiga las interacciones entre los organismos vivos y su entorno físico desde los individuos hasta los ecosistemas, y los diversos efectos de la presión humana sobre la Naturaleza.
3. Línea de procesos y peligros geológicos: determina las causas y consecuencias de los procesos naturales de la Tierra, incluidos los cambios en el nivel del mar, las inundaciones, el cambio climático y el ciclo del carbono.

### Departamentos y grupos de Investigación
Los investigadores en plantilla son actualmente 77, de ellos 16 son profesores de investigación (la categoría más alta dentro de la escala jerarquizada que establece el CSIC) 26 son investigadores científicos y 30 son científicos titulares; pero además hay 59 investigadores postdoctorales y predoctorales y 26 técnicos contratados.
Este personal investigador está distribuido en seis departamentos científicos:
1. Biogeografía y Cambio Global
2. Biodiversidad y Biología evolutiva
3. Biogeoquímica y Ecología Microbiana
4. Ecología evolutiva
5. Geología
6. Paleobiología

En el MNCN hay actualmente quince grupos de investigación que reúnen investigadores de líneas afines. Tienen objetivos complementarios que permiten una aproximación multidisciplinar tanto a la diversidad natural actual y pasada del planeta Tierra, como a los riesgos naturales y al impacto ambiental que la amenazan en el actual escenario de cambio global.
Estos grupos de investigación son:
1. Biodiversidad y Biología Evolutiva: descubre y clasifica la biodiversidad, y estudia los procesos evolutivos que subyacen en la diversificación animal.
2. Biografía y cambio global: determina el impacto del cambio global en los ecosistemas terrestres para anticipar estos impactos y sugiere medidas que permitan mitigar y adaptarse de forma efectiva a cambios que ya están teniendo lugar.
3. Biogeoquímica y geomicrobiología analiza las relaciones entre los seres vivos y su entorno, con énfasis en los efectos que el cambio global y las condiciones ambientales extremas generan en el funcionamiento y estructura de los ecosistemas continentales y en su contribución a los ciclos biogeoquímicos.
4. Ecología de poblaciones y comunidades de peces examina los factores y mecanismos que subyacen a las dinámica espacio-temporal y a las estrategias biológicas de las poblaciones y comunidades de peces de río.
5. Ecología funcional animal investiga la ecología animal por combinación de un enfoque de ecología evolutiva y el estudio de los mecanismos fisiológicos que están en la base de las adaptaciones estudiadas.
6. Ecología y conservación de aves indaga en ecología el comportamiento social en aves (distribución de recursos, competencia, gregarismo, estrategias reproductivas, cuidado parental, dispersión), y en Biología de conservación de aves amenazadas (investigación de modelos de demografía, dispersión, aislamiento genético, comportamiento reproductivo, influencia del cambio global y factores humanos en la selección de hábitat, y sus aplicaciones a la conservación de especies amenazadas).
7. Evolución y diversidad de artrópodos determina a diferentes escalas geográficas procesos evolutivos relacionados con el origen de la biodiversidad, en especial procesos de formación de especies, hibridación, formación de especies crípticas y aparición de radiaciones evolutivas, en grupos de artrópodos taxonómicamente complejos. Este grupo estudia la disparidad morfológica resultado de los procesos de diversificación antiguos.
8. Ecología y Biología de la Reproducción estudia la evaluación de estrategias reproductivas y en particular, la función de la selección sexual post-copulatoria (competición de esperma y elección críptica de hembra) sobre el éxito reproductivo de los machos, enfocándose en mamíferos y en especial sobre varios linajes de roedores.
9. Historia y Documentación de las Ciencias Naturales en España se centra en el análisis de la historia de las Ciencias Naturales en nuestro país y su impacto sobre la sociedad a través de investigaciones multidisciplinares y de tipo transversal con datos provenientes de fondos patrimoniales y colecciones científicas y la realización de actividades de difusión científica.
10. Materia Orgánica en Suelos y Sedimentos investiga la caracterización molecular de las sustancias húmicas en suelos, aguas y sedimentos, así como en recursos fósiles orgánicos (turbas, carbones, querógenos, etc.) y residuos de interés agrícola (composts, humatos fertilizantes, biochar, etc.).
11. Minerología, geoquímica y meteoritos se centra en el estudio de minerales de origen ambiental, y biogénico, así como procesos geoquímicos de metales en ambientes naturales y el impacto ambiental. Este grupo participa en investigaciones sobre procesos de biometeorización en ecosistemas polares.
12. Paleoantropología indaga sobre la evolución y el desarrollo humano, en sus diferentes niveles de organización, a partir del análisis de restos fósiles, centrándose especialmente en la evolución morfológica, en la organización histológica de los tejidos duros y en la evolución del comportamiento..
13. Paleobiología de vertebrados del Cenozoico explora el registro paleontológico de los vertebrados continentales, con especial énfasis en la descripción de los patrones y análisis de los procesos implicados en la evolución de los mamíferos y los paleoambientes del Cenozoico.
14. Patrones y procesos evolutivos en organismos acuáticos estudia los mecanismos evolutivos que moldean los sistemas acuáticos, tanto de agua dulce como de agua salada, con el objetivo de describir las biodiversidad en estos sistemas.
15. Registros geoambientales del cambio global y georiesgos investiga los cambios en la superficie terrestre y de los procesos geológicos subyacentes como forma de anticiparse y adaptarse al impacto socioeconómico de dichos cambios.

El MNCN está involucrado cada año en alrededor de medio centenar de proyectos de investigación nacionales e internacionales, además de mantener numerosos contratos y convenios de investigación, tanto con instituciones públicas como privadas. En 2021 hubo treinta y seis proyectos de investigación activos con un científico del MNCN como investigador principal a cargo del mismo.
Forma parte de varias iniciativas europeas de agrupación de instituciones de investigación en el ámbito de las Ciencias Naturales como el CETAF (Consortium of European Taxonomix Facilities), una red europea de museos de ciencias naturales, museos de historia natural, jardines botánicos y centros de investigación de biodiversidad que reúne a las 59 instituciones taxonómicas de veintiún países europeos; o el proyecto Synthesys de la Unión Europea, que integra a veinte museos de historia natural de Europa, y del que el MNCN participa activamente desde la fundación del mismo en 2004.

## Publicaciones
En la actualidad el MNCN edita periódicamente dos publicaciones científicas: la revista Graellsia, y las monografías seriadas Fauna Ibérica.

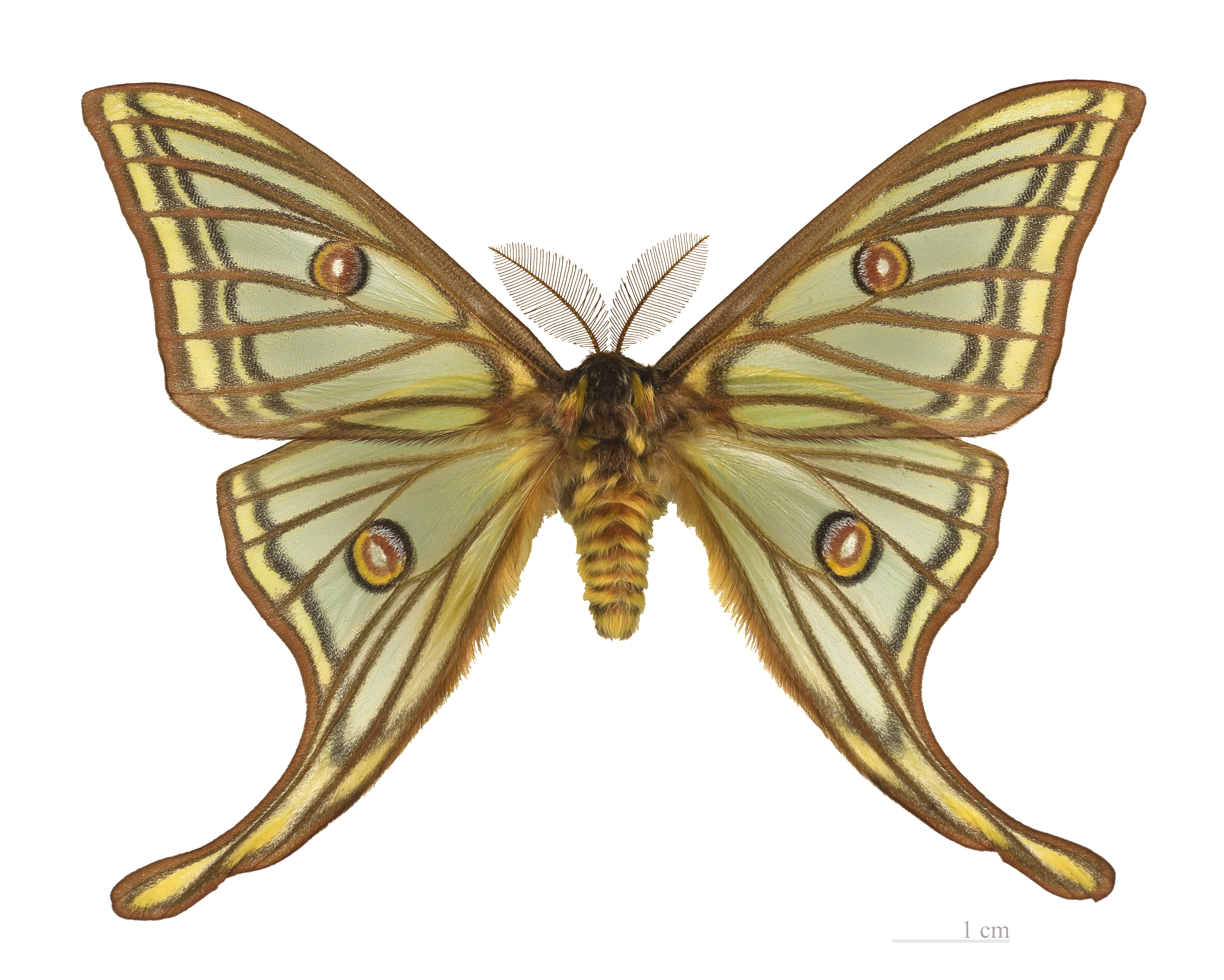
Graellsia Isabellae es una mariposa europea (lepidóctero) descubierta por el naturalista y director del MNCN Mariano de la Paz Graells en 1848.

Graellsia es una revista científica fundada en 1943. Empezó como una revista dedicada a la entomología ibérica hasta que en 1987 pasó a ser una revista de zoología. Está disponible online desde 2010 y está indizada en bases de datos científicas nacionales e internacionales muy prestigiosas como la Web of Science, Zoological Record o Scopus entre otras. Cuenta con el Sello de Calidad de la FECYT, lo que supone un reconocimiento a su calidad editorial y científica.
Fauna Ibérica es una colección de monografías sobre diferentes grupos biológicos que van desde las esponjas hasta los mamíferos, pertenecientes todos al ámbito Ibero-Balear. Recoge todos los resultados de la investigación del proyecto de investigación con el mismo nombre, Fauna Ibérica, implementado en 1997. De publicación irregular, los volúmenes siguen el orden cronológico de publicación. Forman parte del Comité Científico y Editorial de esta publicación seriada de monografías investigadores y conservadores del MNCN.
El MNCN también es sede de dos asociaciones científicas, sin ánimo de lucro, que editan sus propias publicaciones como: La Asociación Española de Malacología (SEM) que publica la revista científica Iberus, el Noticiario de la SEM, las monografías seriadas Reseñas Malacológicas y libros de resúmenes de congresos, jornadas o foros malacológicos o la Asociación Hepertológica Española (AHE) que tiene tres publicaciones: la Revista Española de Herpetología, el Boletín de la Asociación Herpetológica Española y las Monografías de Herpetología y los Cuadernos de Divulgación Herpetológica, con periodicidad variable.
La Vicedirección de Comunicación y Cultura Científica del MNCN publica, desde el año 2011, un blog y, desde el año 2014, una revista divulgativa trimestral en formato electrónico, titulada NaturalMente. Ambas publicaciones están centradas en la investigación científica actual que se desarrolla en el MNCN en forma de noticias, reportajes y entrevistas. Están dirigidos a un público amante de la ciencia, a periodistas, comunicadores, profesores de Ciencias Naturales y estudiantes. La comunicación sobre las actividades y exposiciones del MNCN se realiza puntualmente a través de sus notas de prensa que también publica esta Vicedirección. Todas estas publicaciones son accesibles a través de la página web del MNCN.

## Premios y reconocimientos
Los premios más recientes que ha recibido el MNCN, el premio Rey Jaime I de Protección del Medio Ambiente y el Premio de la Fundación BBVA en Actuaciones en Conservación de la Biodiversidad en España, aluden a uno de los campos científicos en los que más destaca: la Biodiversidad y el Cambio Climático. Otra de las áreas en la que el MNCN ha sobresalido desde hace décadas es la Paleobiología humana, reconocimiento que se plasmó con la concesión, en 1997, del premio Príncipe de Asturias de Investigación Científica y Técnica, que recayó sobre el Equipo de Investigación multidisciplinar de Atapuerca. Este Equipo estaba formado por investigadores del MNCN (como por ejemplo Antonio Rosas González), de la universidad Complutense de Madrid y de la Rovira Virgili de Tarragona. El primer director del yacimiento de Atapuerca, Emiliano Aguirre Enríquez galardonado con el premio, fue el fundador del primer Equipo de Investigación (adscrito al MNCN) y director en funciones del propio Museo durante los años 1985 y 1986.
En 2022 el MNCN recibió el diploma acreditativo como Miembro de Honor de la Fundación Carlos III. Esta Fundación es una institución cultural privada de ámbito internacional que nació en 1995 y tiene como objetivo el fomento de las artes, la ciencia, la diplomacia, el mecenazgo y el desarrollo empresarial, con especial dedicación a las relaciones de España e Iberoamérica. Cuenta entre sus miembros con embajadores, autoridades religiosas, centros de investigación y rectores de universidades. También en 2022 ha recibido el Premio Nacional de Edición Universitaria a la Mejor Obra de Divulgación Científica por el libro Museo Nacional de Ciencias Naturales. Nuestra Investigación al alcance de tu mano: "Por tratarse de un gran esfuerzo por comunicar textual y gráficamente los múltiples avances de un museo de ciencias en pleno siglo XXI". Este galardón fue concedido por la Unión de Editoriales Universitarias Españolas en el marco de la XXV edición de estos premios.

## Otros datos de interés
El MNCN impulsó desde hace 25 años una actividad educativa, dirigida tanto a niños como a adultos y familias, a través de sus talleres, visitas guiadas y campamentos de verano. Sirve y ha servido de apoyo para la realización de actividades formativas extraescolares para colegios e institutos con alumnos de primaria, secundaria y bachillerato de edades comprendidas entre los 3 y los 18 años. Los talleres y actividades impartidos para ellos son un total de 50 al año y se renuevan periódicamente. También tiene programada una formación para adultos y un reciclaje de profesorado, a través de los cursos que se imparten en sus instalaciones.
El MNCN ha participado y participa en eventos singulares y periódicos como la Semana de la Ciencia, la Noche de los Investigadores, la Noche de los Museos, la Noche de los Libros, el Día de las Bibliotecas, el día Internacional de los Archivos, el día Internacional del Libro o Madrid Otra Mirada a los que asisten visitantes de todas las edades. A través de su Sociedad de Amigos del MNCN organiza un ciclo anual de conferencias, mesas redondas y seminarios con carácter semanal sobre temas relacionados con la investigación en Ciencias Naturales, la promoción del patrimonio natural o curiosidades ligadas al mismo.
Coordina el Proyecto Ilustraciencia y convoca, junto con la Asociación Catalana de Comunicación Científica (ACCC) el Premio Internacional de Ilustración Científica y de Naturaleza. Este certamen surgió en 2009 con intención de apoyar y divulgar el trabajo de los profesionales de la ilustración científica y naturalista. En cada edición se seleccionan las 40 mejores obras candidatas al premio para crear con ellas una muestra itinerante que recorre varios museos y espacios culturales, y también un catálogo virtual de acceso libre. Además del certamen, el proyecto organizaron también talleres y charlas impartidos por los profesionales del sector para dar visibilidad a este tipo de ilustración y acercarlo a la sociedad. Está financiado por el Ministerio de Economía, Industria y Competitividad (MINECO), la Fundación Española para la Ciencia y la Tecnología (FECYT) y la Fundación "la Caixa".

## Localizaciones de películas
En este museo se han rodado escenas de varias películas españolas: Murió hace quince años (Rafael Gil, 1954), Pasa la tuna (José María Elorrieta, 1960), Julia y el celacanto (Antonio Momplet, 1961), Tela de araña (José Luis Monter, 1963), Sesión continua (José Luis Garci, 1984) y El otro lado de la cama (Emilio Martínez Lázaro, 2002). 